# 6. November
Der 6. November ist der 310. Tag des gregorianischen Kalenders (der 311. in Schaltjahren), somit bleiben 55 Tage bis zum Jahresende.

## Ereignisse

### Politik und Weltgeschehen

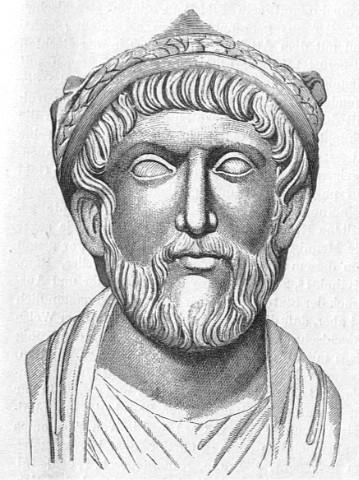
355 n. Chr.: Kaiser Julian

- 0355: Der künftige Kaiser Julian wird von seinem Cousin Constantius II. zum Caesaren ernannt und beauftragt, Gallien gegen die Germanen zu verteidigen.
- 1136: Der Verkauf von Lehen wird im Heiligen Römischen Reich durch Kaiser Lothar III. verboten.
- 1388: Pfalzgraf Ruprecht I. schlägt mit seinem Reichsheer die rheinischen Städte des Schwäbischen Städtebundes bei Worms.
- 1429: Heinrich VI. wird als knapp Achtjähriger in der Westminster Abbey zum englischen König gekrönt.
- 1528: Der spanische Conquistador Álvar Núñez Cabeza de Vaca erreicht schiffbrüchig als erster Europäer texanischen Boden.
- 1576: König Heinrich III. stellt sich in Blois an die Spitze der französischen katholischen Liga und löst damit den sechsten Hugenottenkrieg aus.
- 1657: Im Vertrag von Bromberg erhält Brandenburg-Preußen die Lande Lauenburg und Bütow und, als Pfand für Geldhingabe, die Starostei Draheim vom polnischen König Johann II. Kasimir.
- 1730: Hans Hermann von Katte wird auf Befehl des preußischen Königs Friedrich Wilhelm I., angeblich vor den Augen seines Freundes Kronprinz Friedrich, wegen seiner Beteiligung am Fluchtversuch Friedrichs am 5. August, hingerichtet.

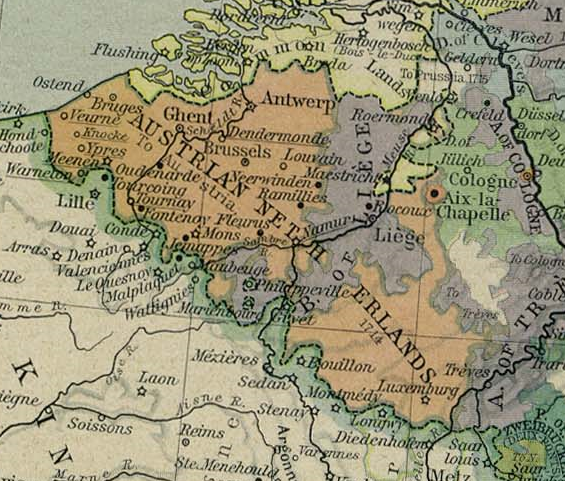
1792: Österreichische Niederlande

- 1792: Im Ersten Koalitionskrieg besiegt das französische Revolutionsheer unter Charles-François Dumouriez die österreichischen Truppen unter Herzog Albert von Sachsen-Teschen und Graf Clerfait in der Schlacht von Jemappes. In der Folge besetzt Frankreich die Österreichischen Niederlande.
- 1806: Nachdem tags zuvor preußische Truppen das neutrale Lübeck besetzt haben, kommt es gegen napoleonische Truppen zur Schlacht von Lübeck. Nach ihrem Sieg besetzen und plündern die Franzosen die Stadt.
- 1813: Auf dem Kongress von Chilpancingo fordert José Maria Morelos y Pávon erstmals die Unabhängigkeit Mexikos von Spanien durch die Abtrennung vom Vizekönigreich Neuspanien.
- 1846: Die durch den Wiener Kongress geschaffene Republik Krakau wird in einem Vertrag der polnischen „Schutzmächte“ Russland, Preußen und Österreich aufgelöst und ihr Territorium dem österreichischen Besitztum Galizien zugeschlagen.
- 1848: In der Schweiz tritt die erste Bundesversammlung zusammen und wählt den ersten Bundesrat.

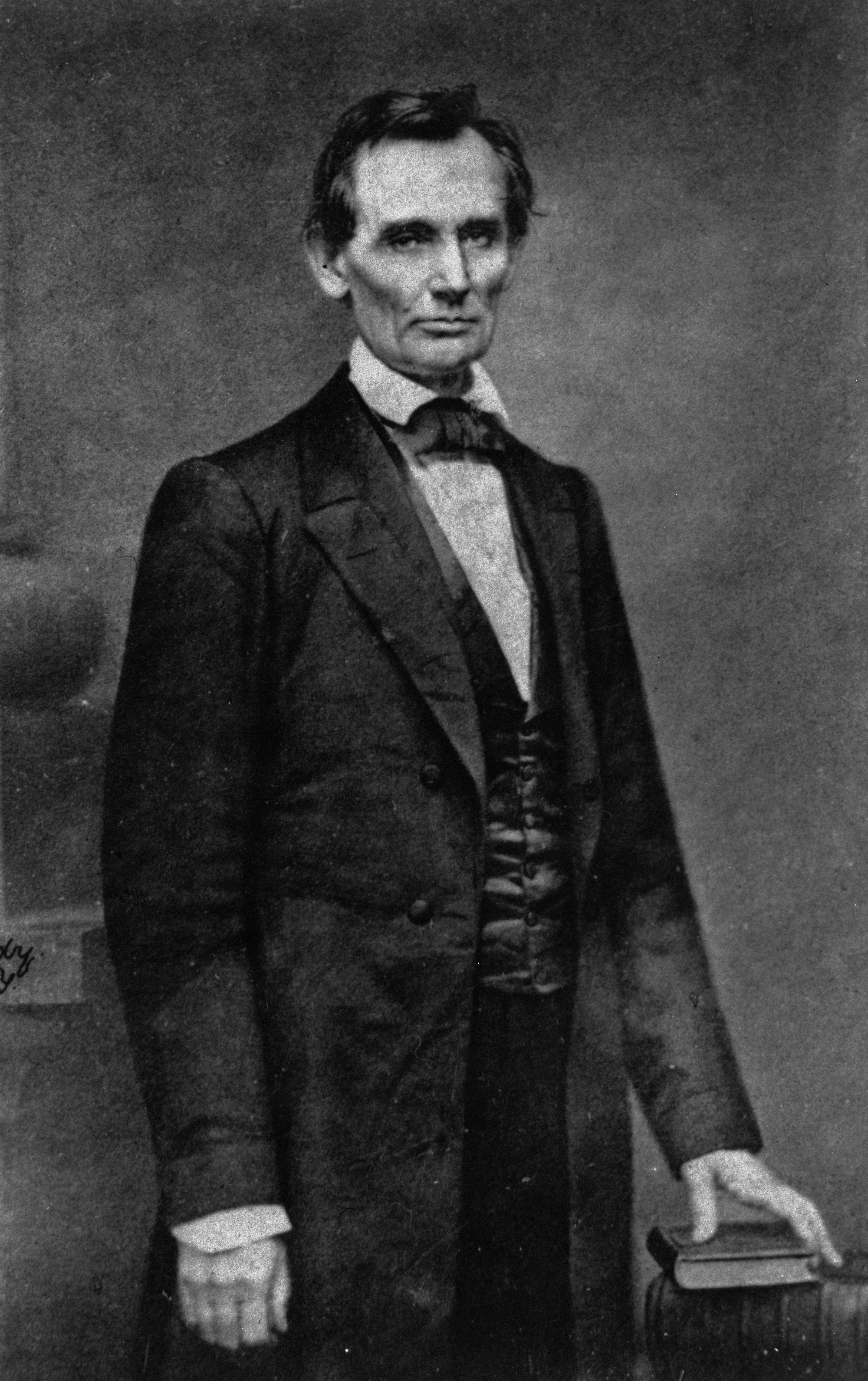
1860: Abraham Lincoln

- 1860: Der Republikaner Abraham Lincoln gewinnt die US-Präsidentschaftswahlen und wird der 16. Präsident der Vereinigten Staaten.

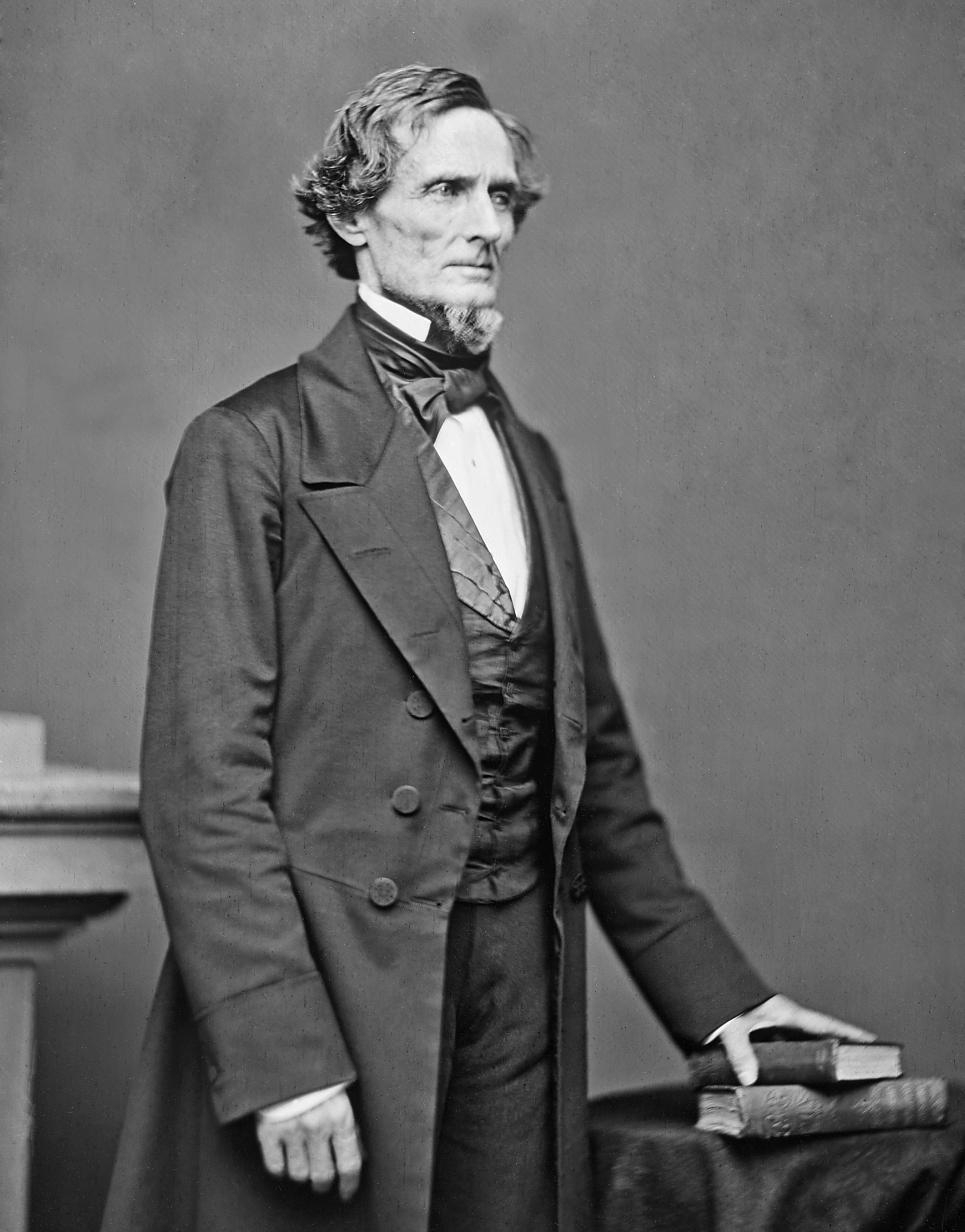
1861: Jefferson Davis

- 1861: Jefferson Davis wird zum Präsidenten der Konföderierten Staaten von Amerika gewählt.
- 1868: Der Aizu-Klan kapituliert nach einmonatiger Belagerung der Burg Aizu-Wakamatsu.
- 1884: Das Territorium Papua wird zum britischen Protektorat erklärt.
- 1888: Bei den US-Präsidentschaftswahlen erhält der demokratische Amtsinhaber Grover Cleveland zwar die meisten Stimmen, der republikanische Herausforderer Benjamin Harrison kann jedoch mehr Wahlmännerstimmen auf sich vereinen und wird zum 23. Präsidenten der Vereinigten Staaten gewählt.
- 1900: Bei den US-Präsidentschaftswahlen besiegt der republikanische Amtsinhaber William McKinley seinen demokratischen Herausforderer William Jennings Bryan zum zweiten Mal.
- 1913: Zabern-Affäre: Nach dem Bekanntwerden diskriminierender Äußerungen deutscher Offiziere gegenüber der Bevölkerung in der elsässischen Garnisonsstadt Zabern kommt es zu öffentlichen Protesten.
- 1913: Der indische Freiheitskämpfer Mahatma Gandhi protestiert in Südafrika mit mehr als 2.200 Anhängern gegen die Rassendiskriminierungspolitik gegenüber den indischen Einwanderern.
- 1917: Mit der Eroberung des Dorfes Passendale durch kanadische und britische Einheiten endet die Dritte Flandernschlacht im Ersten Weltkrieg.
- 1921: Mit der Entthronung der Habsburger aufgrund eines Parlamentsbeschlusses wird Ungarn zum Königreich ohne König. Dem schon 1920 provisorisch bestellten Reichsverweser Miklós Horthy wächst endgültig die Funktion des Staatsoberhauptes zu.
- 1928: Bei den US-Präsidentschaftswahlen schlägt der Republikaner  Herbert Hoover den Demokraten Alfred E. Smith deutlich.
- 1932: Die NSDAP verliert bei den vorgezogenen Reichstagswahlen in der Weimarer Republik Stimmen und Mandate, bleibt aber weiterhin stärkste Partei vor der SPD. Wahlgewinner sind die KPD und die DNVP unter Alfred Hugenberg.
- 1936: Die spanische Regierung verlässt das unmittelbar in der Kampfzone des Spanischen Bürgerkriegs liegende Madrid und zieht sich nach Valencia zurück.
- 1936: Das Londoner U-Boot-Protokoll regelt international, dass U-Boote gegenüber Handelsschiffen völkerrechtlich den Bestimmungen für Überwasserschiffe gleichgestellt sind.
- 1939: Bei der Sonderaktion Krakau werden 183 Professoren und Universitätsmitarbeiter in Krakau von den Nationalsozialisten verhaftet und in die Konzentrationslager Sachsenhausen und Dachau verschleppt.
- 1943: In der Schlacht am Dnepr während des Zweiten Weltkriegs gelingt der Roten Armee die Rückeroberung des im September 1941 von den Deutschen eingenommenen Kiew.

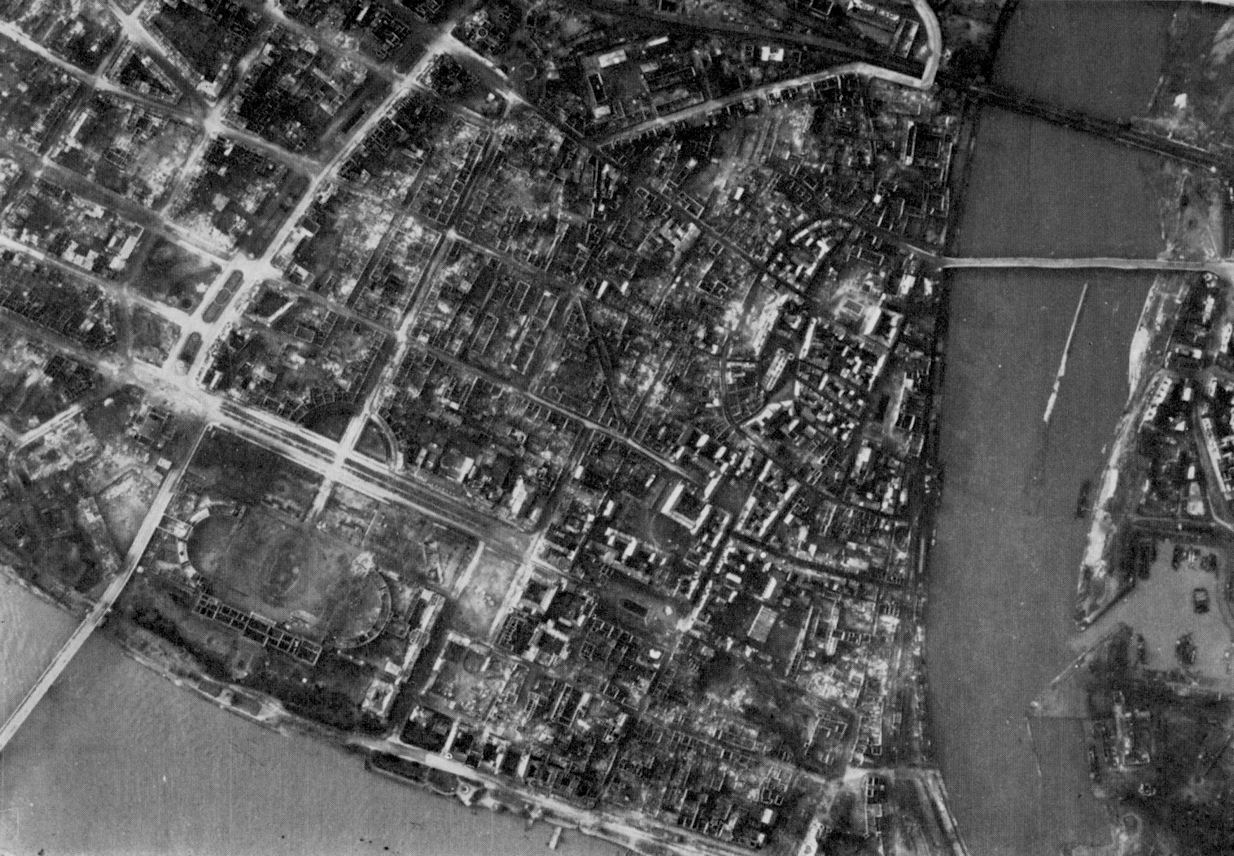
1944: Luftaufnahmen der RAF nach dem Angriff auf Koblenz

- 1944: Der schwerste Luftangriff der Royal Air Force in einer Reihe von Luftangriffen auf Koblenz führt zur weitgehenden Zerstörung der Stadt.
- 1944: Der britische Nahost-Minister Lord Moyne wird mit seinem Fahrer in Kairo von zwei Aktivisten der zionistischen Untergrundgruppe Lechi getötet. Der Minister lehnte einen jüdischen Staat in Palästina ab.
- 1956: Mehrere Kommandos der Royal Marines landen in der Sueskrise mit amphibischen Fahrzeugen und Feuerunterstützung von Schlachtschiffen an den Stränden Ägyptens und beginnen mit der Invasion des Landes. Port Said wird durch verheerende Brände fast vollständig zerstört.

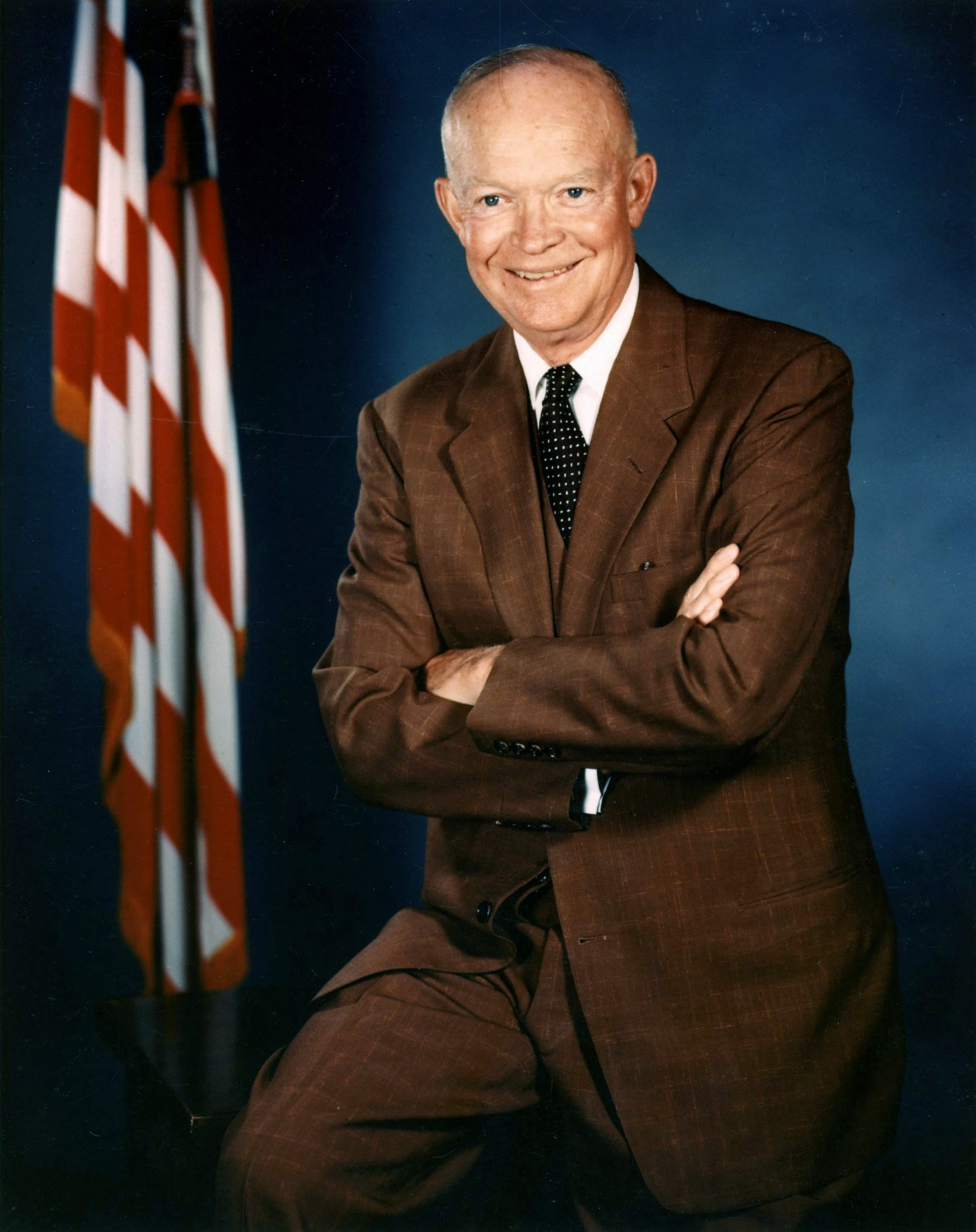
1956: Dwight D. Eisenhower

- 1956: Bei den US-Präsidentschaftswahlen besiegt der republikanische Amtsinhaber Dwight D. Eisenhower den demokratischen Herausforderer Adlai Ewing Stevenson zum zweiten Mal.
- 1957: Félix Gaillard wird bisher jüngster Premierminister Frankreichs.
- 1961: Heinz Felfe, der Leiter der Spionageabwehr Sowjetunion beim Bundesnachrichtendienst, erweist sich als sowjetischer Doppelagent und wird festgenommen.
- 1962: Die UNO verabschiedet die Resolution 1761 der UN-Generalversammlung, in der aufgrund der Apartheid ein Embargo gegen Südafrika verabschiedet wird.
- 1975: 350.000 großteils unbewaffnete Menschen folgen dem Aufruf des marokkanischen Königs Hassan II., die von Spanien aufgegebene Kolonie Westsahara zu besetzen. Aus dem Grünen Marsch entwickelt sich in der Folge der Westsaharakonflikt.

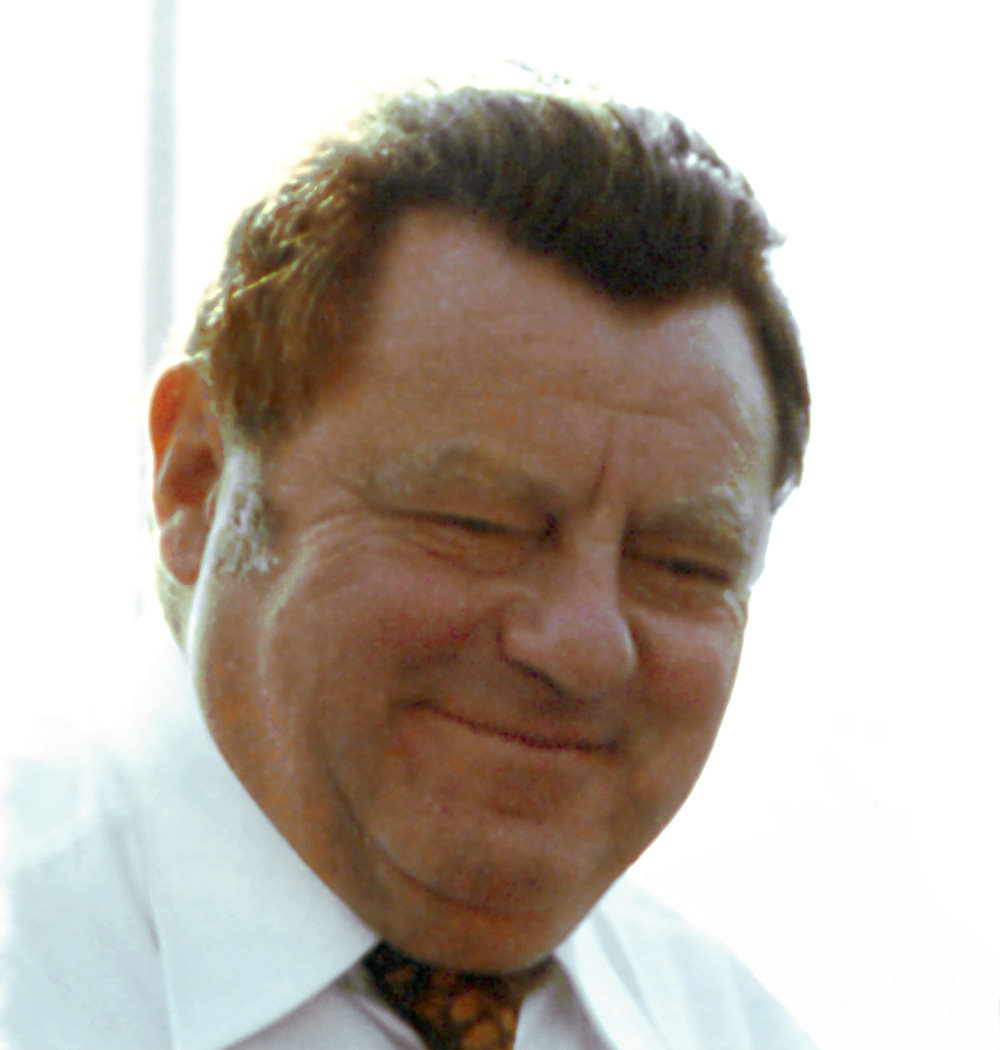
1978: Franz Josef Strauß

- 1978: Franz Josef Strauß (CSU) wird als Nachfolger von Alfons Goppel zum bayerischen Ministerpräsidenten gewählt.
- 1982: In Kamerun tritt Ahmadou Ahidjo aus gesundheitlichen Gründen als Staatspräsident zurück.
- 1982: In Nairobi wird der Internationale Fernmeldevertrag unterzeichnet, die Grundlage für die Internationale Fernmeldeunion, einer Sonderorganisation der Vereinten Nationen.

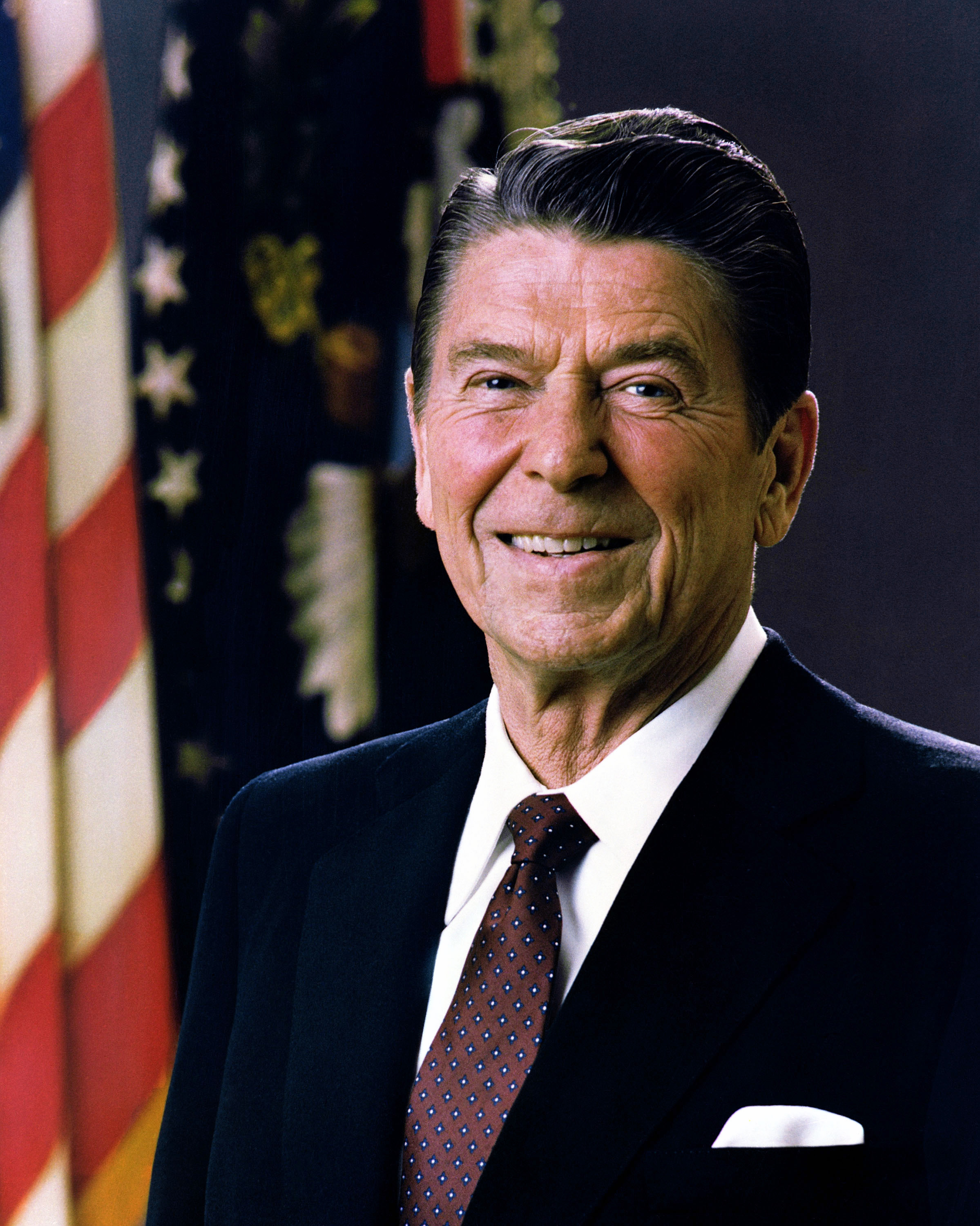
1984: Ronald Reagan

- 1984: Bei den US-Präsidentschaftswahlen erringt der republikanische Amtsinhaber Ronald Reagan gegen den demokratischen Herausforderer Walter Mondale den deutlichsten Sieg seit der Präsidentschaftswahl 1936. Mondale kann mit Minnesota nur einen einzigen Staat für sich entscheiden.
- 1985: Mitglieder der Guerillagruppe Movimiento 19 de Abril besetzen den Justizpalast der kolumbianischen Hauptstadt Bogotá und setzt damit den Friedensverhandlungen zwischen Staatspräsident Belisario Betancur und den verschiedenen Guerillaorganisationen ein Ende.
- 1985: Aníbal Cavaco Silva wird Nachfolger von Mário Soares als portugiesischer Ministerpräsident.
- 1986: Joaquim Alberto Chissanó wird in der Nachfolge des bei einem Flugzeugabsturz ums Leben gekommenen Samora Machel Staatspräsident von Mosambik.
- 1988: In einem Referendum in Frankreich zur Selbstbestimmung Neukaledoniens wird das sogenannte „Matignon-Abkommen“ durch die Wähler angenommen
- 1990: Das 9. Zusatzprotokoll der Europäischen Menschenrechtskonvention, das jedem Bürger ermöglicht, sich mittels Individualbeschwerde persönlich an den Europäischen Gerichtshof für Menschenrechte zu wenden, wird in Rom zur Unterzeichnung aufgelegt. Es wird am 1. Oktober 1994 in Kraft treten.

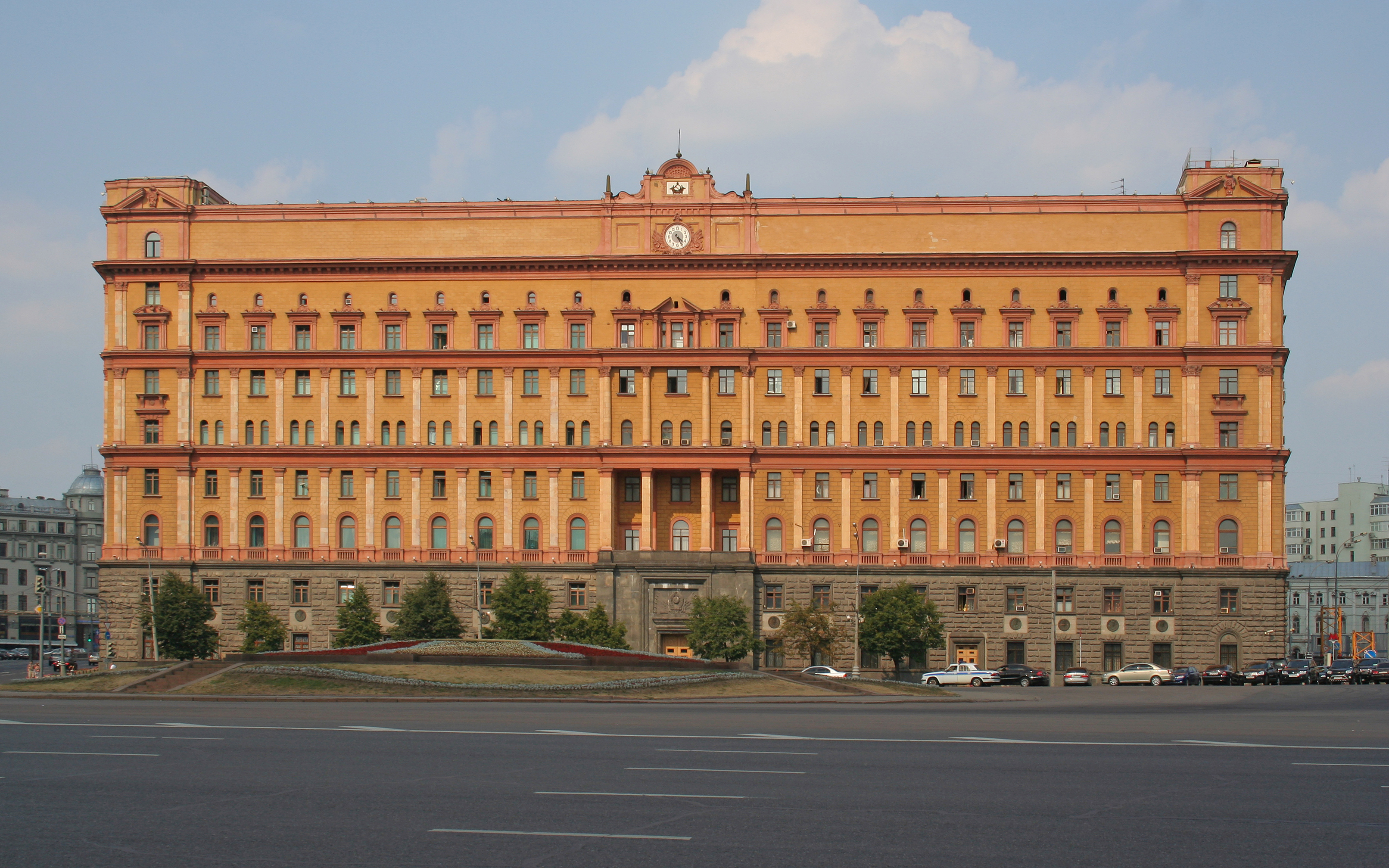
1991: KGB-Hauptquartier

- 1991: Wegen seiner Verwicklung in den Augustputsch in Moskau wird der sowjetische Geheimdienst KGB aufgelöst. Seine Aufgaben werden den neuen Behörden FSB und Sluschba wneschnei raswedki übertragen.
- 1999: Emomalij Rahmonow wird nach Wahlen in seinem Amt als Staatspräsident von Tadschikistan bestätigt.
- 2001: Der Milliardär Michael Bloomberg wird von den Wählern zum Nachfolger von Rudy Giuliani als Bürgermeister von New York City bestimmt.
- 2005: In Myanmar beginnt auf Anordnung der Militärjunta der Umzug von Ministerien aus Rangun ins Landesinnere nach Pyinmana Naypyidaw, der neuen Hauptstadt.
- 2008: Auf Taiwan entsteht anlässlich eines Besuchs des Unterhändlers der Volksrepublik China Chen Yunlin die Wilde-Erdbeeren-Studentenbewegung.
- 2012: Amtsinhaber Barack Obama wird bei der Präsidentschaftswahl in den Vereinigten Staaten als US-Präsident bestätigt.
- 2017: In Bonn beginnt die Weltklimakonferenz, um die Umsetzung der Beschlüsse des Pariser Klimavertrags von 2015 zu erörtern.

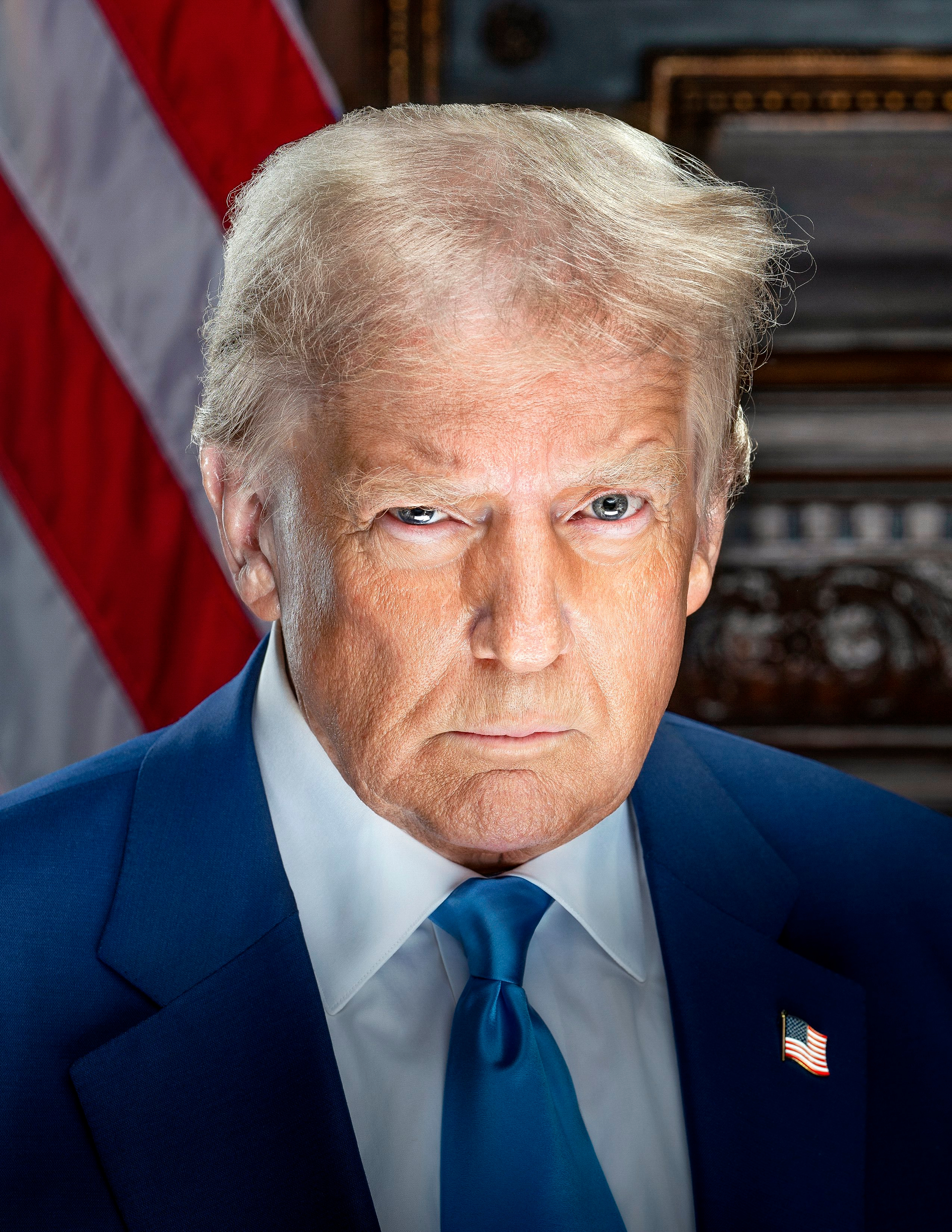
2024: Donald Trump

- 2024: Der ehemalige Amtsinhaber Donald Trump gewinnt am Morgen des 6. Novembers europäischer Zeit die 60. Präsidentschaftswahl in den Vereinigten Staaten. In Deutschland zerbricht am Abend außerdem die Bundesregierung.

### Wirtschaft
- 1494: Der Peterhof in Nowgorod, ein Kontor der Hanse, wird auf Anordnung von Zar Iwan III. geschlossen, die Kaufleute verhaftet. Die Gefangenen kommen erst nach dem Ende des Russisch-Schwedischen Kriegs im Jahr 1497 frei.
- 1869: Die fertiggestellte Blackfriars Bridge wird in London von Königin Victoria offiziell eröffnet.
- 1931: In der deutschen Bankenkrise werden durch eine Notverordnung des Reichspräsidenten Paul von Hindenburg die Sparkassen mit der Rechtsform Anstalt des öffentlichen Rechts ausgestaltet. Ihr Vermögen ist vom – zumeist kommunalen – Gewährträger zu trennen, das Institut darf ihm nur begrenzt Kommunalkredit gewähren.
- 1956: Am Sambesi wird mit dem Bau der Bogenstaumauer für die Kariba-Talsperre begonnen.
- 1989: Hit Radio FFH erhält als erstes Privatradio in Hessen eine Sendelizenz.
- 2001: Die belgische staatliche Fluggesellschaft Sabena erklärt ihre Insolvenz.

### Wissenschaft und Technik
- 1815: In Österreichs Hauptstadt wird das k.k. Polytechnische Institut, die heutige Technische Universität Wien, eröffnet.
- 1874: In Adelaide wird die dritte australische Universität gegründet, die University of Adelaide.

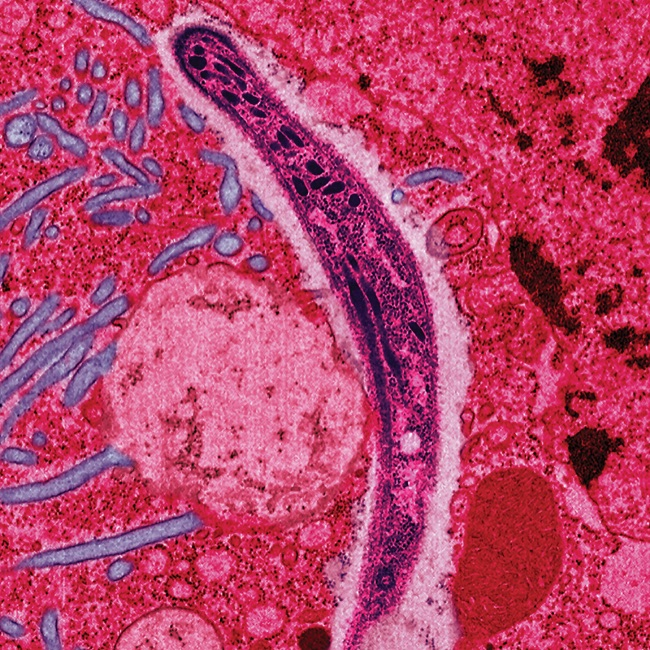
1880: Malariaerreger

- 1880: Der französische Militärarzt Charles Louis Alphonse Laveran entdeckt in einer Blutprobe den Malariaerreger Plasmodium falciparum.
- 1919: Der niederländische Ingenieur Hanso Schotanus à Steringa Idzerda sendet aus seiner Privatwohnung die erste Hörfunksendung.

### Kultur
- 1667: In München erfolgt die Uraufführung des musikalischen Dramas Le pretensioni del sole von Johann Caspar Kerll.
- 1837: Im Drury Lane Theatre in London findet die Uraufführung der Oper Caractacus von Michael William Balfe statt.
- 1902: Das Drama Adriana Lecouvreur von Francesco Cilea wird am Teatro Lirico in Mailand uraufgeführt.
- 1902: In den Friedhofsanlagen in Grimmen wird ein Standbild für den Reichseiniger und ehemaligen deutschen Reichskanzler Fürst Otto von Bismarck feierlich enthüllt. Das Denkmal wurde nach einem Entwurf des Bildhauers Cuno von Uechtritz-Steinkirch in der Kunstgießerei der Lauchhammerwerke in Bronze gegossen. Das Standbild fiel im Zweiten Weltkrieg der Metallspende zum Opfer.
- 1906: Ole Olsen gründet in Kopenhagen mit Nordisk Film A/S die älteste noch bestehende Filmgesellschaft der Welt.
- 1982: In Portland erfolgt die Uraufführung der Oper Wuthering Heights von Bernard Herrmann.
- 1999: In Berlin errichtet der US-Amerikaner Bryan Berg ein 7,71 Meter hohes Kartenhaus aus 91.800 Spielkarten mit 131 Stockwerken.
- 2001: In den USA beginnt die Erstausstrahlung der Fernsehserie 24.

### Gesellschaft

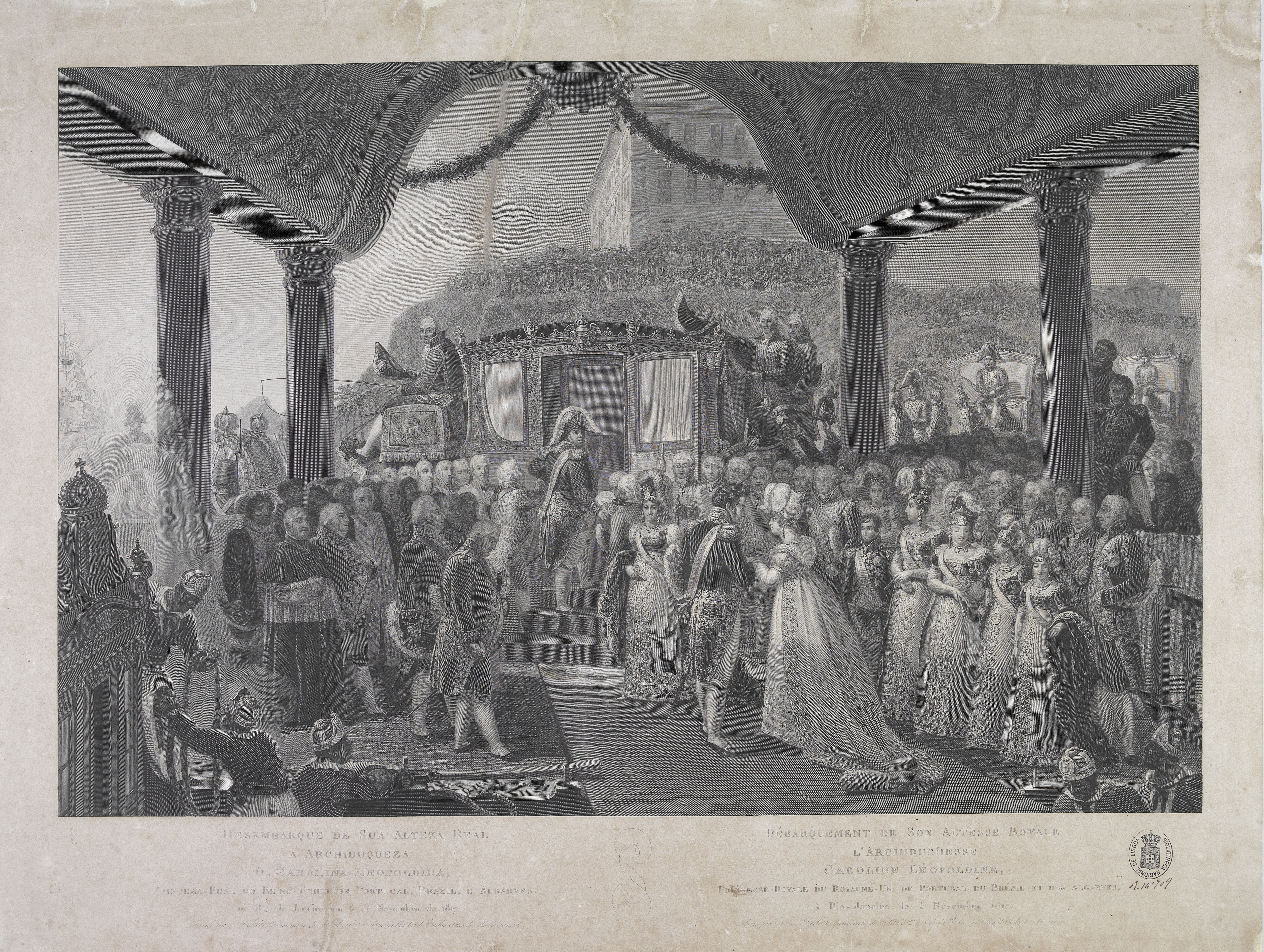
1817: Das Eintreffen Leopoldines in Rio de Janeiro am 5. November

- 1817: In Rio de Janeiro heiraten der portugiesische Kronprinz Dom Pedro und die Habsburgerin Maria Leopoldine von Österreich.

### Religion
- 1789: Baltimore wird zum ersten Bistum in den USA erhoben und John Carroll von Papst Pius VI. zu dessen ersten Bischof bestimmt.

### Katastrophen
- 1942: Das deutsche U-Boot U 68 versenkt das britische Passagierschiff City of Cairo. Die Rettungsboote verlieren sich im Atlantik, das letzte wird erst 51 Tage später gefunden. 104 Passagiere und Besatzungsmitglieder kommen ums Leben.

Kleinere Unglücksfälle sind in den Unterartikeln von Katastrophe und in der Liste von Katastrophen aufgeführt.

### Sport
- 1981: Larry Holmes besiegt Renaldo Snipes in der Civic Arena, Pittsburgh, Pennsylvania, durch technischen K. O. und wird dadurch Boxweltmeister im Schwergewicht.
- 1999: Australien gewinnt das Finale der Rugby-Union-Weltmeisterschaft in Cardiff 35:12 gegen Frankreich.
- 2007: Mit einem 8:0 gegen Beşiktaş Istanbul gelingt dem FC Liverpool der bislang höchste Sieg in der UEFA Champions League.

Einträge von Leichtathletik-Weltrekorden befinden sich unter der jeweiligen Disziplin unter Leichtathletik.

## Geboren

### Vor dem 18. Jahrhundert

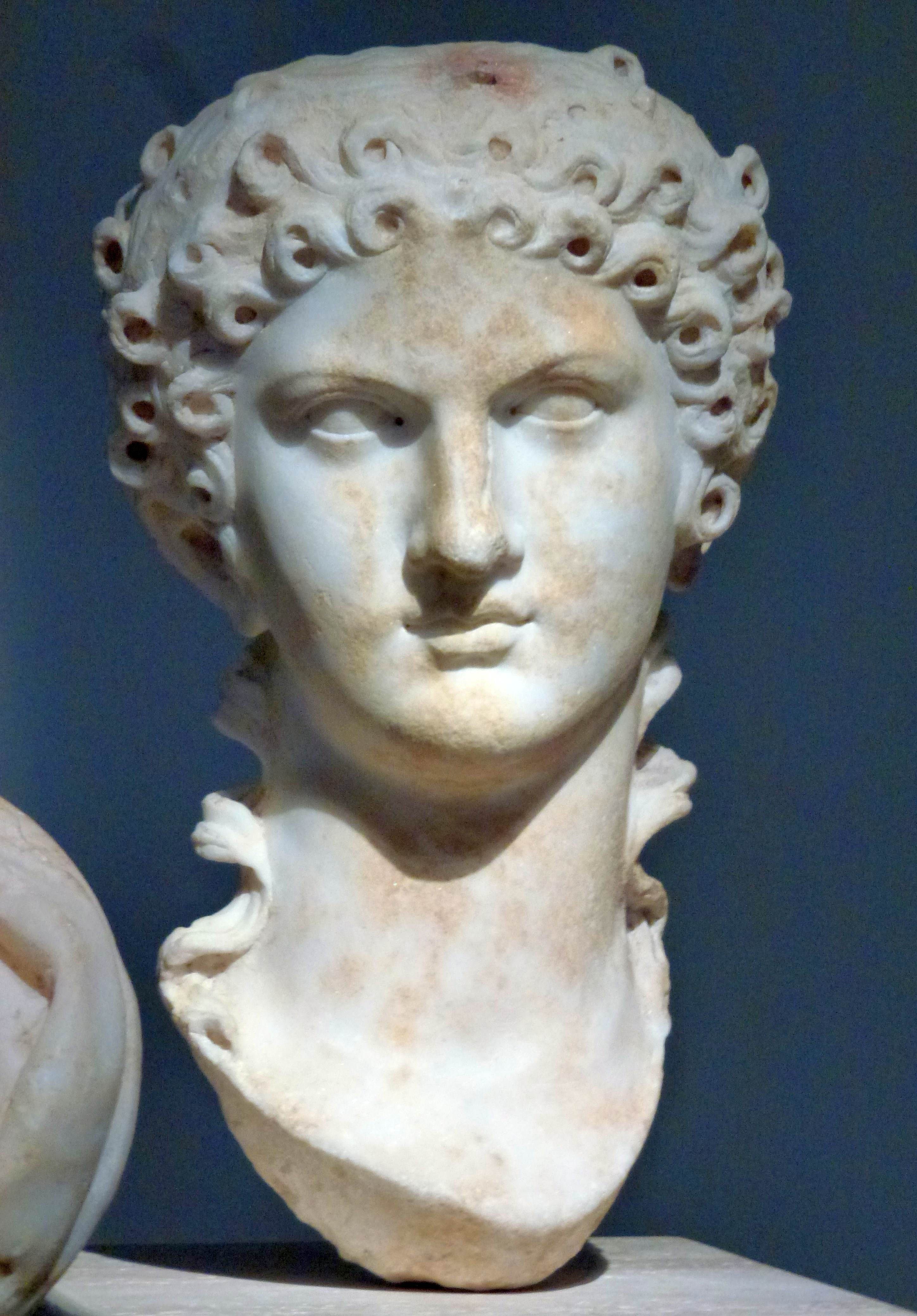
Agrippina (* 15)

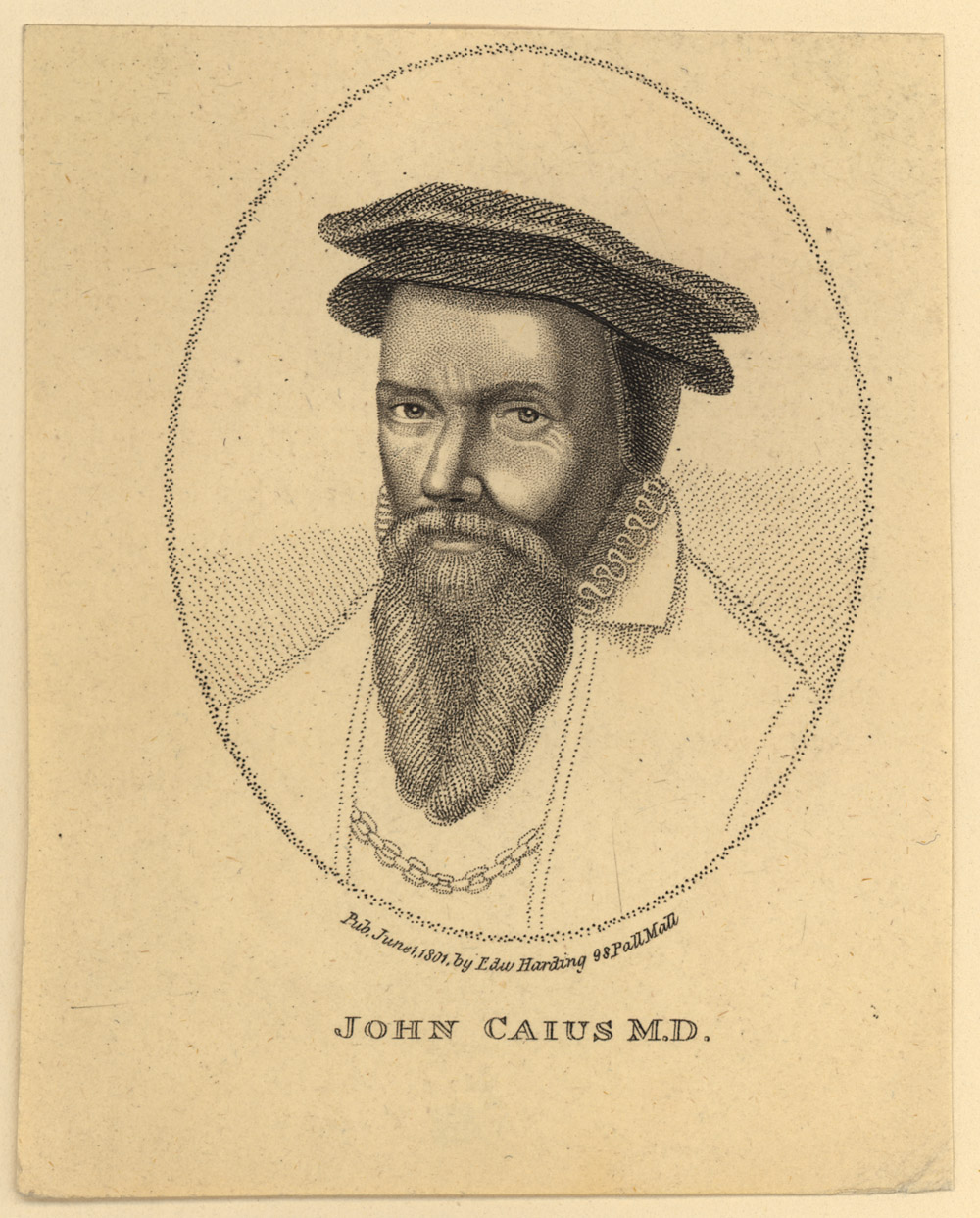
John Caius (* 1510)

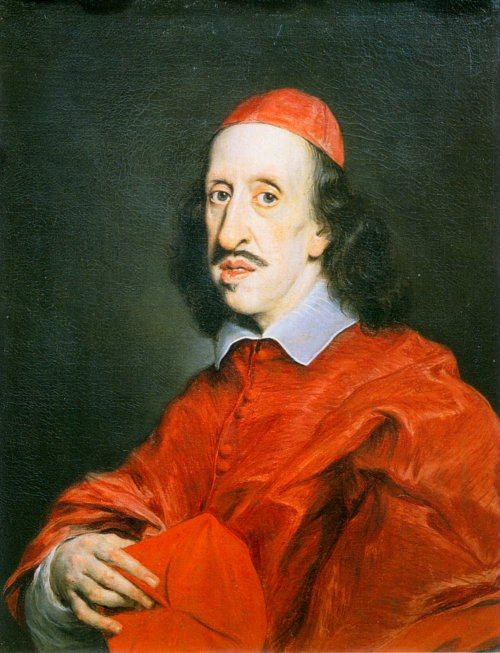
Leopoldo de’ Medici (* 1617)

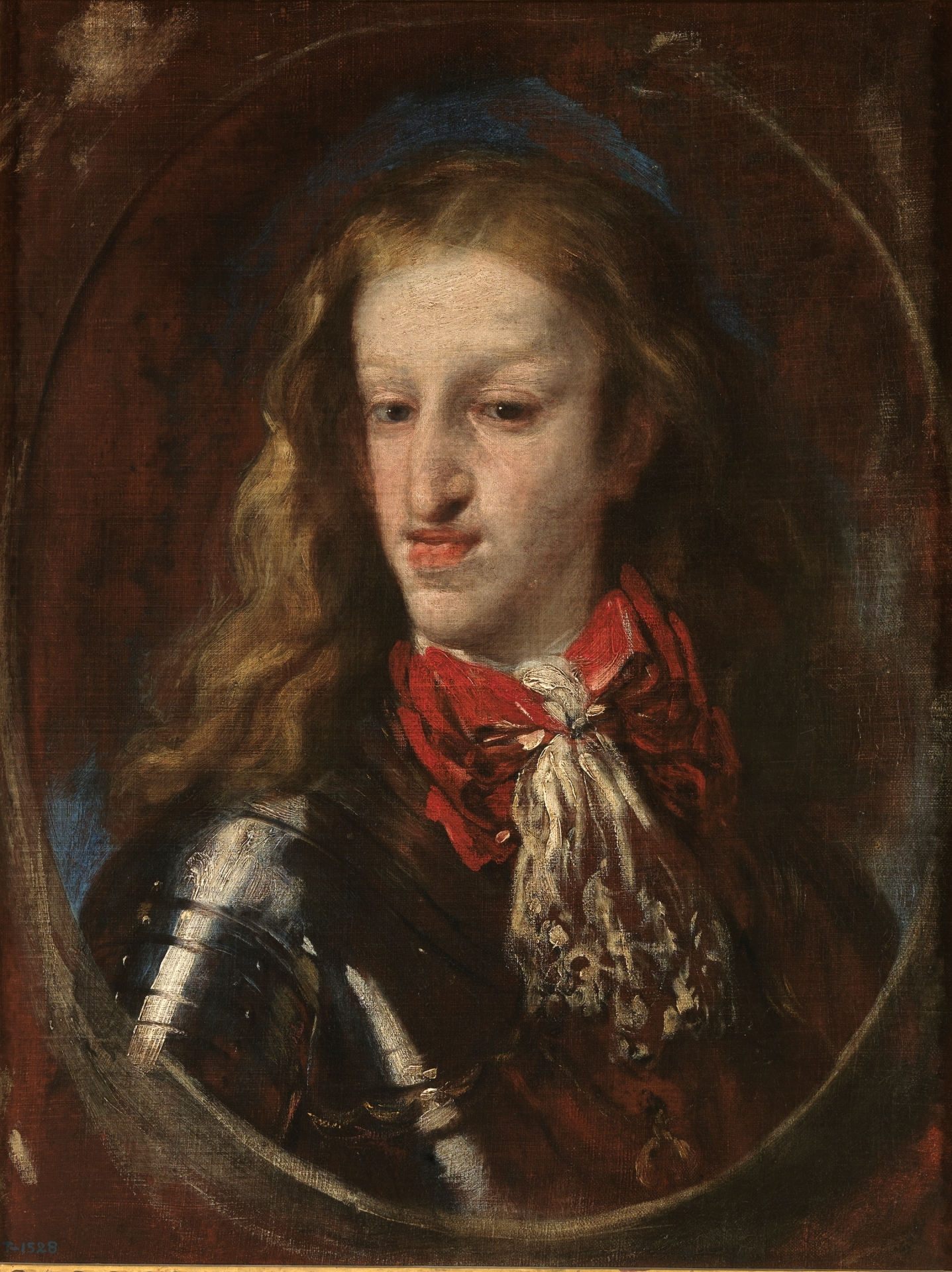
Karl II. von Spanien (* 1661)

- 0015: Julia Aggripina, römische Kaiserin, vierte Gattin von Claudius
- 1391: Edmund Mortimer, 5. Earl of March, englischer Adeliger
- 1452: Jean II. de Rohan, bretonischer Adliger
- 1479: Johanna von Kastilien, Königin von Kastilien, León und Aragón
- 1479: Philipp I., Markgraf von Baden
- 1510: Leonhard Badehorn, deutscher Jurist
- 1510: John Caius, englischer Hofarzt
- 1530: Josias Simler, Schweizer reformierter Theologe und Historiker
- 1534: Joachim Camerarius der Jüngere, deutscher Arzt, Botaniker und Naturforscher
- 1537: Elisabeth Magdalene, deutsche Adlige, Markgräfin von Brandenburg und Herzogin von Braunschweig-Lüneburg
- 1540: Cäcilie Wasa, schwedische Prinzessin und Markgräfin von Baden-Rodemachern
- 1566: Julien Perrichon, französischer Lautenist und Komponist
- 1576: Karl Günther, Graf von Schwarzburg-Rudolstadt
- 1578: Maximilian von Liechtenstein, kaiserlicher Feldmarschall und Reichsfürst
- 1607: Achilles Kern, deutscher Bildhauer
- 1617: Leopoldo de’ Medici, italienischer Kardinal
- 1636: Adelheid von Savoyen, Gemahlin des bayrischen Kurfürsten Ferdinand Maria
- 1661: Karl II., spanischer König
- 1665: Johann Heinrich Ulrich, Schweizer reformierter Theologe
- 1671: Colley Cibber, britischer Theaterleiter, Impresario, Dramatiker und Dichter
- 1683: Christian Friedrich Börner, deutscher Theologe

### 18. Jahrhundert

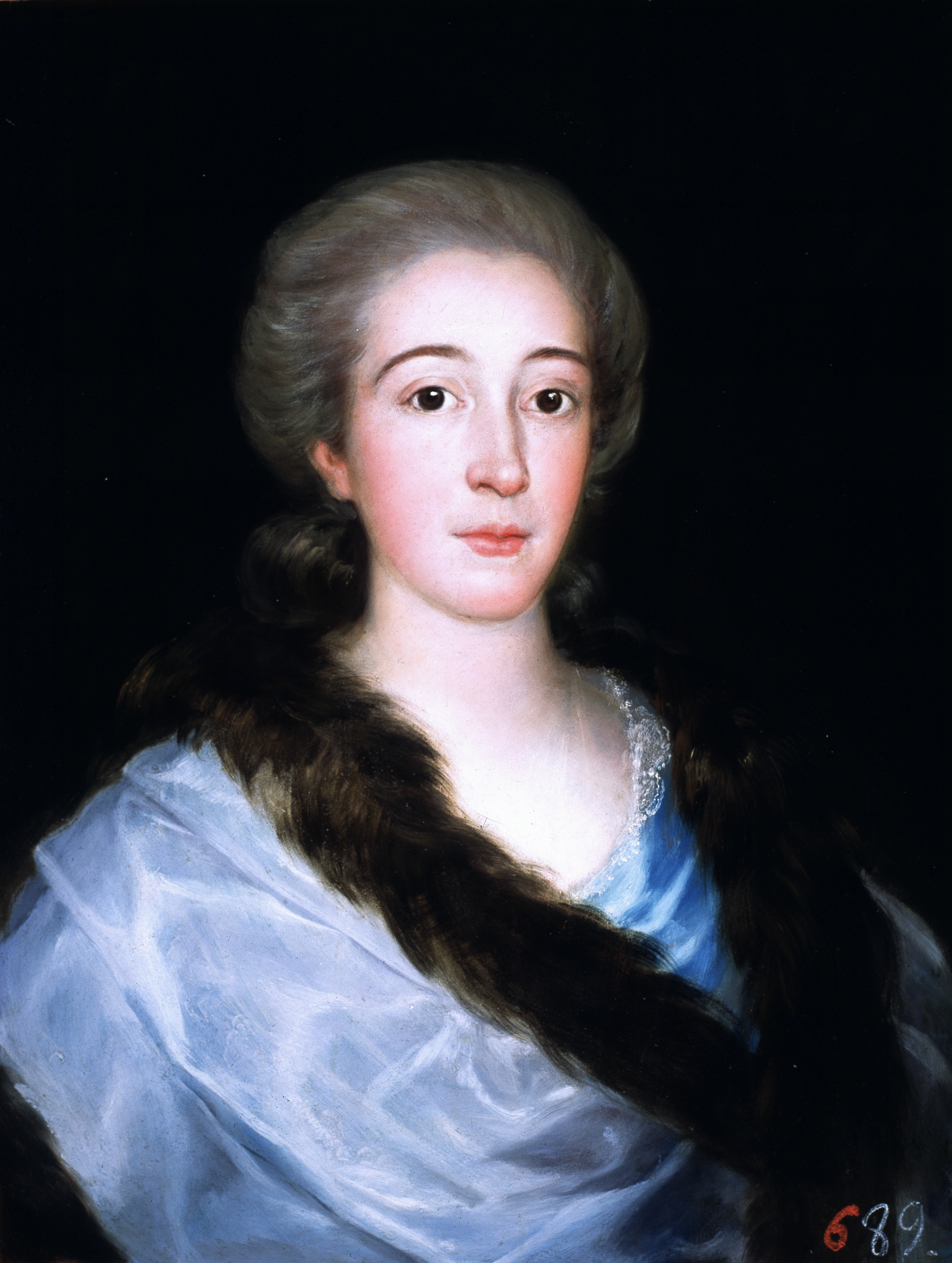
María Teresa de Vallabriga (* 1759)

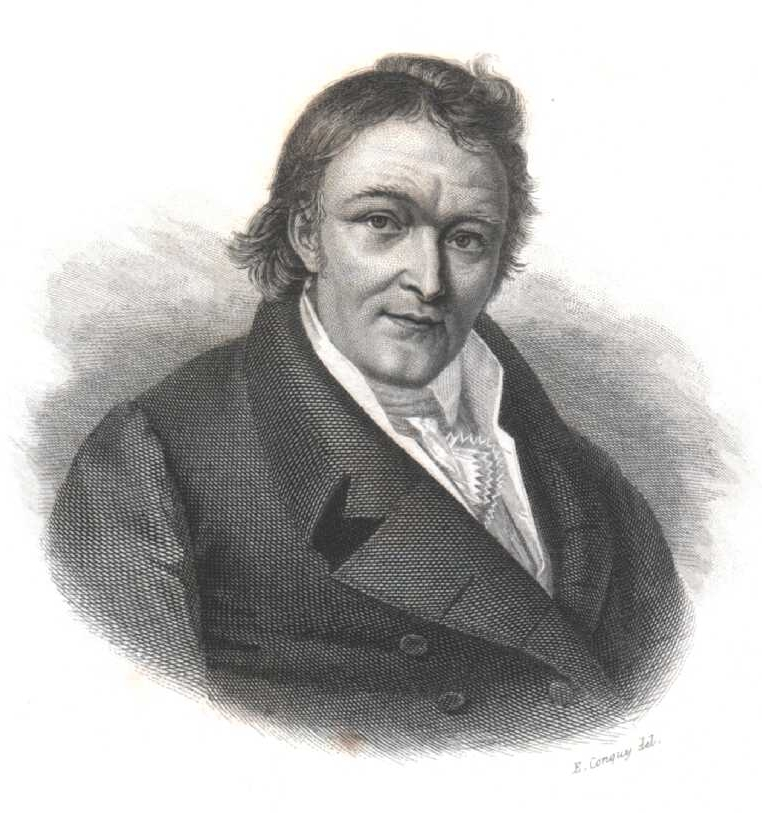
Alois Senefelder (* 1771)

- 1701: Melchior Eberhard, süddeutscher Bildhauer
- 1704: Wilhelm Bentinck, deutscher Reichsgraf und Diplomat niederländisch-englischer Herkunft
- 1713: Thomas Osborne, 4. Duke of Leeds, britischer Aristokrat (Peer)
- 1723: Johann Christian Wernsdorf I., deutscher Schriftsteller, Dichter und Rhetoriker
- 1721: Johann Conrad Bürgy, schweizerisch-deutscher Orgelbauer
- 1730: Leonardo Antonelli, italienischer Kurienkardinal
- 1736: Johann Kasimir von Auer, preußischer Generalmajor
- 1749: Heinrich XIV. Reuß zu Greiz, österreichischer Gesandter in Preußen
- 1753: Michail Iwanowitsch Koslowski, russischer Bildhauer und Hochschullehrer
- 1754: Léonard Bourdon, französischer Politiker
- 1754: Friedrich I., König von Württemberg
- 1758: Carl Anton von Barth, Bürgermeister von München und Landschaftskanzler
- 1759: María Teresa de Vallabriga, spanische Adelige
- 1771: Alois Senefelder, österreichischer Schauspieler und Schriftsteller, Erfinder der Lithographie
- 1775: Joseph Leonhard Knoll, böhmischer Pädagoge
- 1784: Laure-Adelaide Abrantès, französische Schriftstellerin
- 1784: Antonio Fontana, Schweizer römisch-katholischer Geistlicher und Pädagoge
- 1787: Vuk Stefanović Karadžić, serbischer Philologe
- 1790: Johann Jacob Wehrli, Schweizer Pädagoge
- 1793: Friedrich Günther, Fürst von Schwarzburg-Rudolstadt
- 1794: Aimable Pélissier, französischer General und Staatsmann, Marschall von Frankreich
- 1794: Konstantin Andrejewitsch Thon, russischer Architekt deutscher Herkunft
- 1796: Paul Alexander Leopold II., Fürst zur Lippe
- 1797: Gabriel Andral, französischer Mediziner
- 1800: Eduard Grell, deutscher Komponist

### 19. Jahrhundert

#### 1801–1850

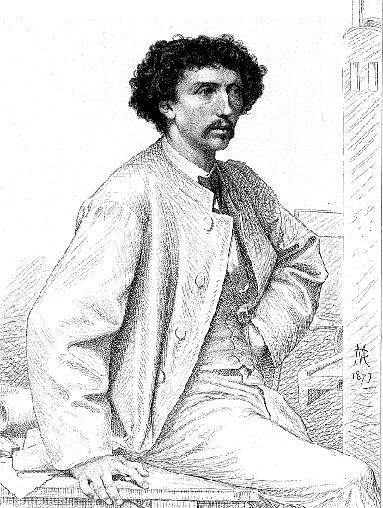
Charles Garnier (* 1825)

- 1802: Alfred Jacques Henri Berthoud, Schweizer Kaufmann sowie Plantagenbesitzer und Sklavenhalter
- 1804: Nuno José Severo de Mendoça Rolim de Moura Barreto, portugiesischer Politiker
- 1807: Karol Bołoz Antoniewicz, polnischer Theologe und Missionar
- 1809: Christoph Friedrich Ammermüller, württembergischer Mediziner, Lehrer, Unternehmer, Publizist und Politiker
- 1814: Adolphe Sax, belgischer Musikinstrumentenbauer
- 1818: Joseph Lajeunesse, kanadischer Musiker und Musikpädagoge
- 1819: Jules Rivière, französischer Geiger, Fagottist, Dirigent und Komponist
- 1825: Charles Garnier, französischer Baumeister
- 1833: Jonas Lie, norwegischer Schriftsteller
- 1835: Albert Bitzius, Schweizer Theologe und Politiker
- 1840: Marc Héridier, Schweizer Jurist und Politiker
- 1850: Ernest von Koerber, österreichischer Politiker, mehrfacher Minister, Reichsminister und Ministerpräsident

#### 1851–1900

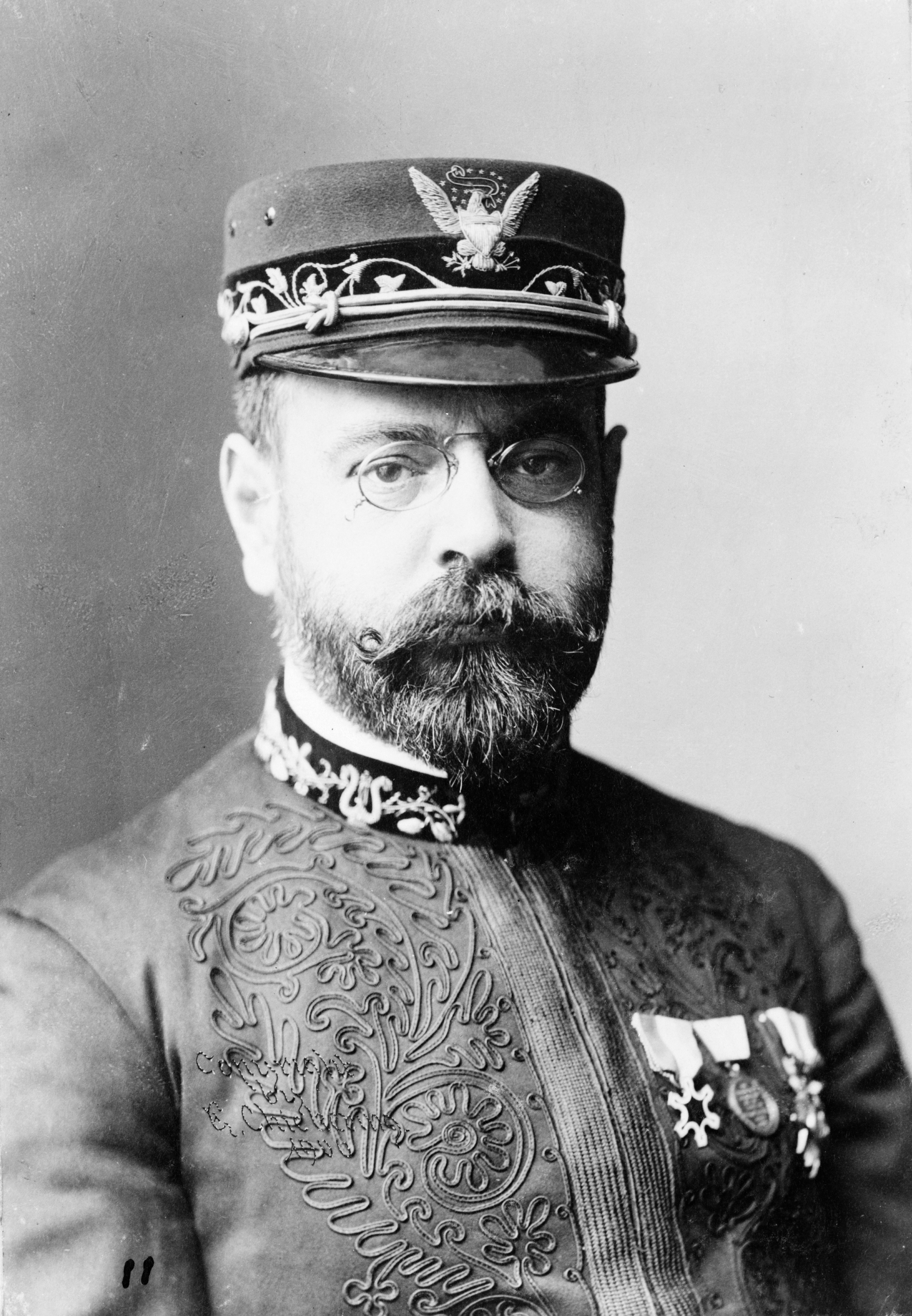
John Philip Sousa (* 1854)

- 1851: Charles Dow, US-amerikanischer Wirtschaftsjournalist
- 1854: John Philip Sousa, US-amerikanischer Komponist und Militärkapellmeister
- 1858: Nicolaas Prins, niederländischer alt-katholischer Bischof
- 1859: Máximo Arrates Boza, panamaischer Komponist
- 1861: Thomas Watt Gregory, US-amerikanischer Politiker
- 1861: James Naismith, kanadischer Arzt und Pädagoge
- 1863: Louis Waizman, kanadischer Komponist, Bratschist, Posaunist, Pianist und Musikpädagoge
- 1864: Bálint Kuzsinszky, ungarischer Archäologe
- 1865: William Boog Leishman, britischer Mediziner
- 1866: Johannes Jørgensen, dänischer Dichter
- 1866: Paul Schreckenbach, deutscher Pfarrer und Schriftsteller
- 1867ː Klara Oppenheimer, erste Ärztin mit eigener Praxis in Würzburg, Holocaustopfer
- 1869: Gustav Berling, deutscher Ingenieur und Erfinder
- 1869ː Julie Genthe, deutsche Bildhauerin und Medailleurin
- 1878: Raymond Asquith, britischer Rechtsanwalt
- 1878: Kurt Goldstein, deutscher Arzt und Antifaschist
- 1880: Yoshisuke Aikawa, japanischer Unternehmer und Politiker
- 1880: Robert Musil, österreichischer Schriftsteller
- 1881ː Sally Bein, deutscher Volksschul- und Taubstummenlehrer
- 1883: Henri Nibelle, französischer Organist und Komponist
- 1884ː Hildegard Böhme, deutsch-jüdische Sozialarbeiterin, Opfer des Holocaust
- 1886: Ida Barney, US-amerikanische Astronomin und Mathematikerin
- 1886: Gustav Gerson Kahn, US-amerikanischer Musiker, Liedermacher und Textdichter
- 1886: Bruno Satori-Neumann, deutscher Theaterwissenschaftler und Publizist

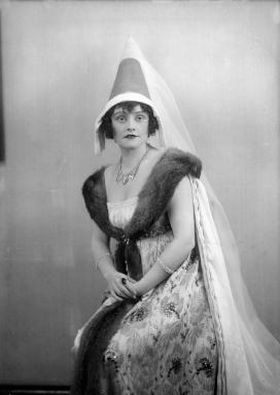
Margit Angerer (* 1895)

- 1888: Harry Hellawell, US-amerikanischer Langstreckenläufer
- 1889: Alexandra Wassiljewna Artjuchina, sowjetische Partei- und Staatsfunktionärin
- 1890: Bentley Collingwood Hilliam, englischer Sänger, Songwriter, Komponist und Schauspieler
- 1890: Giuseppe „Joseph“ Ida, italienisch-amerikanischer Mobster der amerikanischen Cosa Nostra
- 1891: Galaktion Tabidse, georgischer Lyriker
- 1893: Edsel Ford, US-amerikanischer Unternehmer
- 1895: Margit Schenker-Angerer, ungarische Opern- und Konzertsängerin
- 1896: Marcelle de Lacour, französische Cembalistin
- 1897: Marcel Mongin, französischer Autorennfahrer

### 20. Jahrhundert

#### 1901–1925

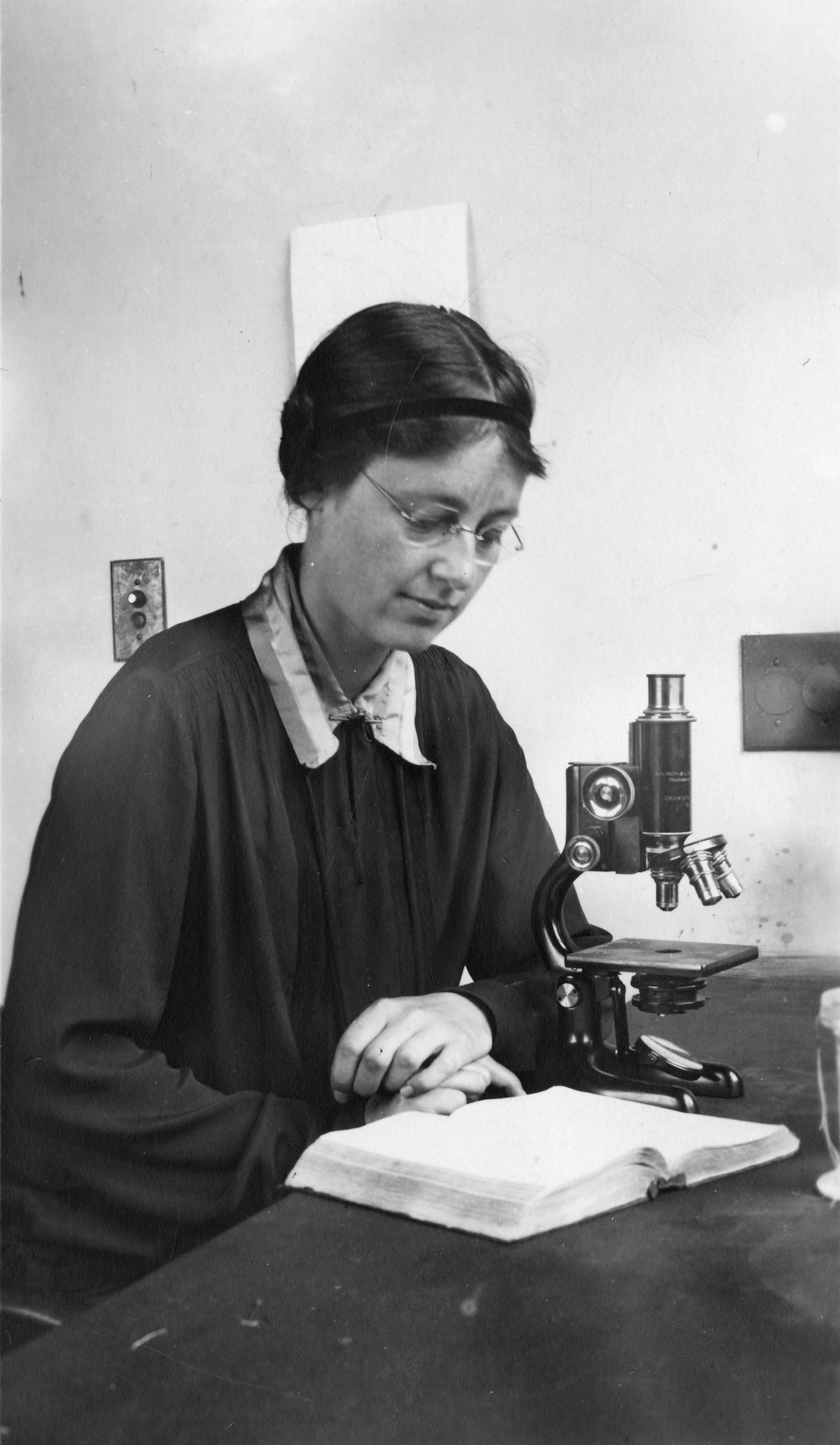
Kathleen Mary Drew-Baker (* 1901)

- 1901: Kathleen Mary Drew-Baker, britische Algologin
- 1901ː Grete Rönnfeldt, deutsches Kindermädchen und Gerechte unter den Völkern
- 1902: Valter Ever, estnischer Leichtathlet
- 1902: Josef Grohé, deutscher Politiker, Gauleiter von Köln-Aachen, MdL, MdR, Reichskommissar für Belgien und Nordfrankreich
- 1902ː Ella Trebe, deutsche Widerstandskämpferin gegen den und Opfer des Nationalsozialismus
- 1903: Kon Hidemi, japanischer Schriftsteller
- 1903: Seymour Lipton, US-amerikanischer Bildhauer
- 1905: Walter Hase, deutscher Forstmann und Sachbuchautor
- 1904: Paul Bleiß, deutscher Ökonom und Politiker, MdB
- 1906: Karl Schuke, deutscher Orgelbauer
- 1907: Charles Woodruff Yost, US-amerikanischer Diplomat

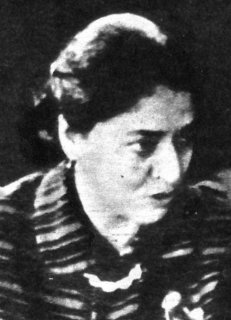
Aischa Abd ar-Rahman (* 1913)

- 1908: Tadeusz Wilczak, polnischer Dirigent
- 1909: Henk Bijvanck, niederländischer Komponist
- 1910: Erik Ode, deutscher Regisseur und Schauspieler
- 1910: Betty Söderberg, dänische Schauspielerin
- 1910: Albert Viau, kanadischer Sänger, Komponist und Musikpädagoge
- 1911: Pawel Gerassimowitsch Lisizian, russisch-armenischer Bariton
- 1911ː Sonobe Gisaburō, japanischer Supercentenarian
- 1912: King Kolax, US-amerikanischer Jazztrompeter
- 1912: Leonardo Pedroza, venezolanischer Musiker und Orchesterleiter
- 1912: Marcel Saucier, kanadischer Geiger, Komponist und Musikpädagoge
- 1913: Aischa Abd ar-Rahman, ägyptische Schriftstellerin und Literaturwissenschaftlerin
- 1913: Gisela Kühler-Balcke, deutsche Bildhauerin
- 1915: Marc Mendelson, belgischer Maler, Grafiker und Bildhauer
- 1916: Ray Conniff, US-amerikanischer Bandleader
- 1917: András Mihály, ungarischer Komponist
- 1919: Julius Aßfalg, deutscher Orientalist

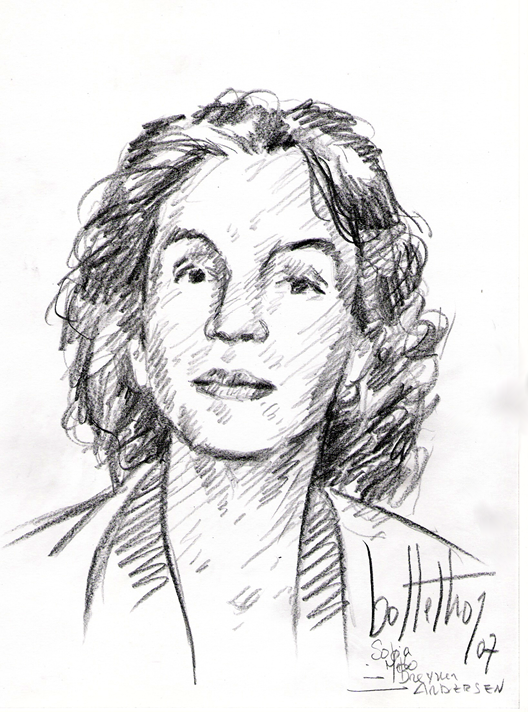
Sophia de Mello Breyner Andresen (* 1919)

- 1919: Sophia de Mello Breyner Andresen, portugiesische Autorin
- 1919: Robert Nessler, österreichischer Komponist, Dirigent und Musikpädagoge
- 1919: Christoph Probst, deutscher Student und Widerstandskämpfer (Weiße Rose)
- 1920: Heinrich von Soden-Fraunhofen, deutscher Geistlicher
- 1921: Julius Hackethal, deutscher Mediziner
- 1921: James Jones, US-amerikanischer Schriftsteller
- 1923: Franz Austeda, österreichischer Beamter, Philosoph und Pädagoge
- 1923: Rudolf Günter Langer, deutscher Schriftsteller und Lyriker
- 1923: Rolando Valdés, kubanischer Bandleader
- 1924: Otto Höpfner, deutscher Rundfunk- und Fernsehmoderator
- 1925: Jean Aurel, französischer Drehbuchautor und Filmregisseur
- 1925ː Ilse Hangert, deutsche Schriftstellerin und Malerin

#### 1926–1950
- 1928: Lotte Hass, österreichische Tauchpionierin
- 1929: Francy Boland, belgischer Jazz-Pianist und Arrangeur
- 1929: Ulrich Bremi, Schweizer Unternehmer und Politiker
- 1929: Kurt Ernsting, deutscher Unternehmer und Mäzen
- 1930: Douglas Anakin, kanadischer Bobfahrer und Rodler
- 1931: Peter Collins, britischer Rennfahrer
- 1931: Mike Nichols, deutsch-US-amerikanischer Regisseur, Drehbuchautor und Produzent

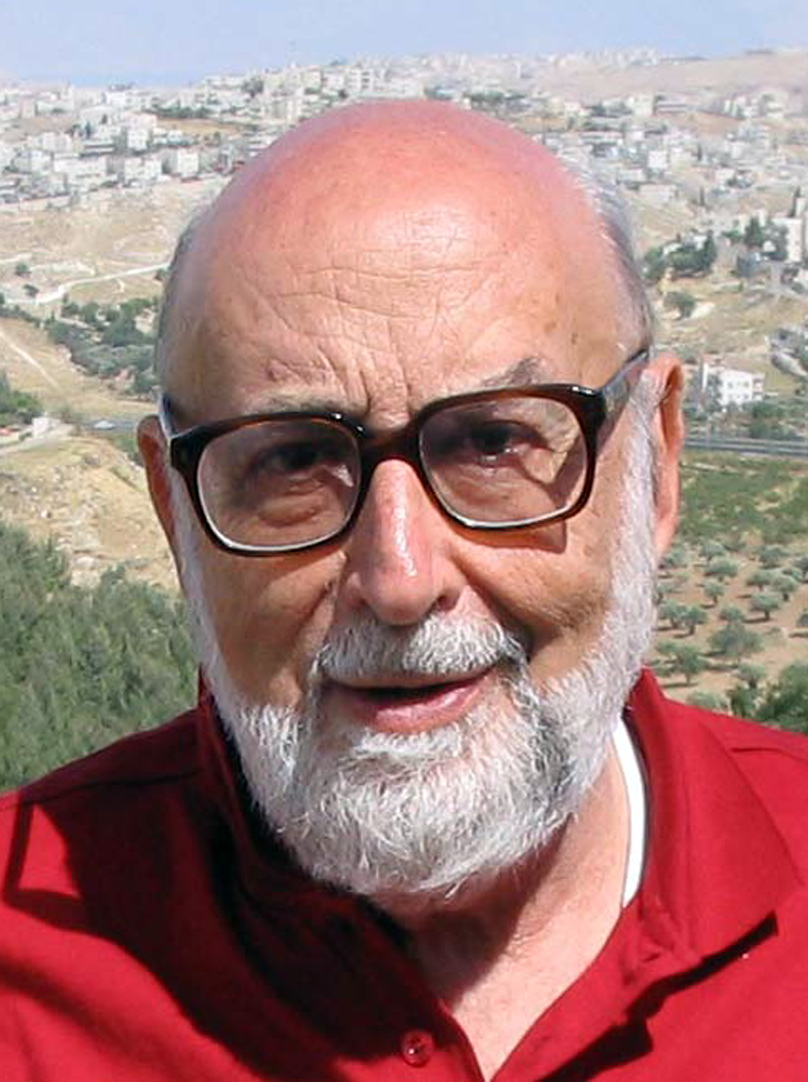
François Englert (* 1932)

- 1932: François Englert, belgischer Theoretischer Physiker
- 1932: Stonewall Jackson, US-amerikanischer Country-Musiker
- 1933: Else Ackermann, deutsche Pharmakologin, Hochschullehrerin und Politikerin, Mitglied der Volkskammer, MdB
- 1933: Henri Kréa, algerisch-französischer Schriftsteller und Journalist
- 1934: Björn Walden, schwedischer Rennrodler und Sportfunktionär
- 1936: Leonard Pietraszak, polnischer Schauspieler
- 1937: Horst Hano, deutscher Fernsehjournalist
- 1938: P.J. Proby, US-amerikanischer Sänger
- 1938: Marino Vigna, italienischer Radrennfahrer
- 1939: Solvejg Albeverio-Manzoni, schweizerische Malerin und Autorin
- 1939: Ali Annabi, tunesischer Fechter
- 1939: Wolfram Birkenfeld, deutscher Jurist
- 1939: Joyce Fairbairn, kanadische Politikerin
- 1939: Dieter Nohlen, deutscher Politikwissenschaftler
- 1939: Brigitte Lange, deutsche Politikerin, MdB
- 1939: Satoko Kizaki, japanische Schriftstellerin
- 1939: Michael Schwerner, US-amerikanischer Bürgerrechtler
- 1940: Gary Belcher, US-amerikanischer Autorennfahrer
- 1940: Severo Hernández, kolumbianischer Radrennfahrer
- 1940: Volker Jacobs, deutscher Journalist
- 1941: Hannelore Bey, deutsche Tänzerin und Schauspielerin
- 1941: John Carter, US-amerikanischer Richter und Politiker, Mitglied des Repräsentantenhauses
- 1941: Karl-Heinz Ducke, deutscher Priester und Bürgerrechtler
- 1941: Matti Keinonen, finnischer Eishockeyspieler und -trainer
- 1941: Horst Säcker, deutscher Jurist
- 1941: Doug Sahm, US-amerikanischer Sänger und Songschreiber
- 1942: Ferenc Gyurcsek, ungarischer Bildhauer
- 1942: Tora Aasland, norwegische Politikerin
- 1943: Martin Durrell, britischer Sprachwissenschaftler und Professor emeritus
- 1943: Gert J. Hödl, österreichischer Eis- und Sandkünstler
- 1944: Aksoltan Töreýewna Ataýewa, turkmenische Politikerin und Diplomatin
- 1944: Volker Sklenar, deutscher Politiker, MdL, Landesminister
- 1944: Wild Man Fischer, US-amerikanischer Musiker
- 1945: Horst Schauß, deutscher Fußballspieler
- 1946: Jürgen Bartsch, deutscher Serienmörder
- 1946: Sally Field, US-amerikanische Schauspielerin
- 1946: Paul Lynch, britisch-kanadischer Regisseur
- 1946: George Young, australischer Musiker und Songschreiber
- 1946: Hannelore Zober, deutsche Handballspielerin
- 1948: Christoph Bayer, deutscher Kommunalpolitiker
- 1948: Ernest Chrutchlow, britischer Radrennfahrer
- 1948: Glenn Frey, US-amerikanischer Musiker, Sänger und Songschreiber
- 1948: Robert Hübner, deutscher Schachgroßmeister
- 1948: Bernd Zimmer, deutscher Maler und Vertreter der Neuen Wilden
- 1949: Josef Angermüller, deutscher Motorrad-Bahnrennfahrer
- 1949: Brad Davis, US-amerikanischer Schauspieler
- 1949: Werner Mattle, Schweizer Skirennfahrer
- 1949: Arturo Sandoval, US-amerikanischer Jazz- und Fusionmusiker
- 1950: Leonardo Ulrich Steiner, brasilianischer Geistlicher, Erzbischof von Manaus, Kardinal

#### 1951–1975
- 1952: Michael Cunningham, US-amerikanischer Autor
- 1953: Althea Flynt, US-amerikanische Verlegerin
- 1953: Reinhard Hauke, deutscher Weihbischof
- 1953: Godehard Ruppert, deutscher Universitätspräsident
- 1954: Roger Berbig, Schweizer Fußballspieler
- 1954: Lothar Mohn, deutscher Kirchenmusiker
- 1954: Klaus-Günter Pods, deutscher Richter am Bundesarbeitsgericht
- 1956: Leo Clijsters, belgischer Fußballspieler
- 1956: Marc Dutroux, belgischer Serienmörder
- 1957: Luis Diaz, US-amerikanischer Perkussionist und Musikpädagoge
- 1957: Klaus Kleinfeld, deutscher Manager
- 1957: Lori Singer, US-amerikanische Schauspielerin
- 1958: Adiato Diallo Nandigna, Politikerin aus Guinea-Bissau, Ministerpräsidentin von Guinea-Bissau
- 1958: Urs Freuler, Schweizer Radrennfahrer
- 1960: Stefano Arquilla, italienischer Filmschaffender
- 1960: Wolfgang Bischof, Weihbischof im Erzbistum München-Freising/Deutschland
- 1960: Kevin Neufeld, kanadischer Ruderer
- 1961: Craig Goldy, US-amerikanischer Gitarrist
- 1962: Peter Kurz, deutscher Politiker, Oberbürgermeister von Mannheim
- 1962: Georg Uecker, deutscher Schauspieler und Autor
- 1963: Fitnat Ahrens, deutsch-türkische Autorin
- 1963: Katrin Altpeter, deutsche Kommunalpolitikerin
- 1963: Barbara Eligmann, deutsche Fernsehmoderatorin
- 1963: Sabine Günther, deutsche Leichtathletin
- 1963: Rainer Sellien, deutscher Schauspieler
- 1964: Arne Duncan, US-amerikanischer Bildungsminister
- 1964: Greg Graffin, US-amerikanischer Hochschullehrer, Songwriter und Sänger (Bad Religion)
- 1965: Michael Boden, deutscher Musiker, Komponist und Dichter
- 1965: Michael Tritscher, österreichischer Skirennläufer
- 1966: Peter DeLuise, US-amerikanischer Schauspieler
- 1966: Anja Steinbeck, deutsche Juristin, Universitätsrektorin
- 1967: Jun Maeda, japanischer Motorradrennfahrer
- 1967: Peter Westenthaler, österreichischer Politiker
- 1968: Edward Linskens, niederländischer Fußballspieler
- 1968: Klaus-Dieter Petersen, deutscher Handballspieler und -trainer
- 1968: Kjetil Rekdal, norwegischer Fußballspieler und -trainer
- 1968: Arndt Schwering-Sohnrey, deutscher Schauspieler
- 1969: Manou Lubowski, deutscher Schauspieler
- 1970: Joyce Chepchumba, kenianische Leichtathletin
- 1970: Ethan Hawke, US-amerikanischer Schauspieler
- 1970: Marc Hodel, Schweizer Fußballspieler und -trainer
- 1971: Juri Wladimirowitsch Andronow, russischer Geher
- 1971: Laura Flessel-Colovic, französische Fechterin
- 1972: Bettina Oberli, Schweizer Filmregisseurin und Drehbuchautorin
- 1972: Rebecca Romijn, US-amerikanische Schauspielerin
- 1974: Kamil Susko, slowakischer Fußballspieler
- 1974: Frank Vandenbroucke, belgischer Radrennfahrer
- 1975: Anne Dot Eggers Nielsen, dänische Fußballspielerin

#### 1976–2000
- 1976: Carsten Hennig, deutscher Fußballspieler
- 1977: Dušan Kecman, serbischer Basketballspieler
- 1978: Keith Aucoin, US-amerikanischer Eishockeyspieler
- 1978: Sebastian Schlemmer, deutscher Schauspieler
- 1981: Tim Haars, niederländischer Schauspieler
- 1981: Daniela Meuli, Schweizer Snowboarderin
- 1982: Günther Fiala, österreichischer Komponist
- 1982: Dominique Taboga, österreichischer Fußballspieler
- 1983: Nicole Hosp, österreichische Skirennläuferin, Weltmeisterin
- 1983: Konstantinos Konstantinidis, deutscher Taekwondoin
- 1984: Michael Seidenbecher, deutscher Radrennfahrer
- 1984: Thomas Springer, deutscher Triathlet
- 1985: Petrunjela Njirić, kroatische Fußballspielerin
- 1986: Katie Leclerc, US-amerikanische Schauspielerin
- 1986: Fabian Müller, deutscher Fußballspieler

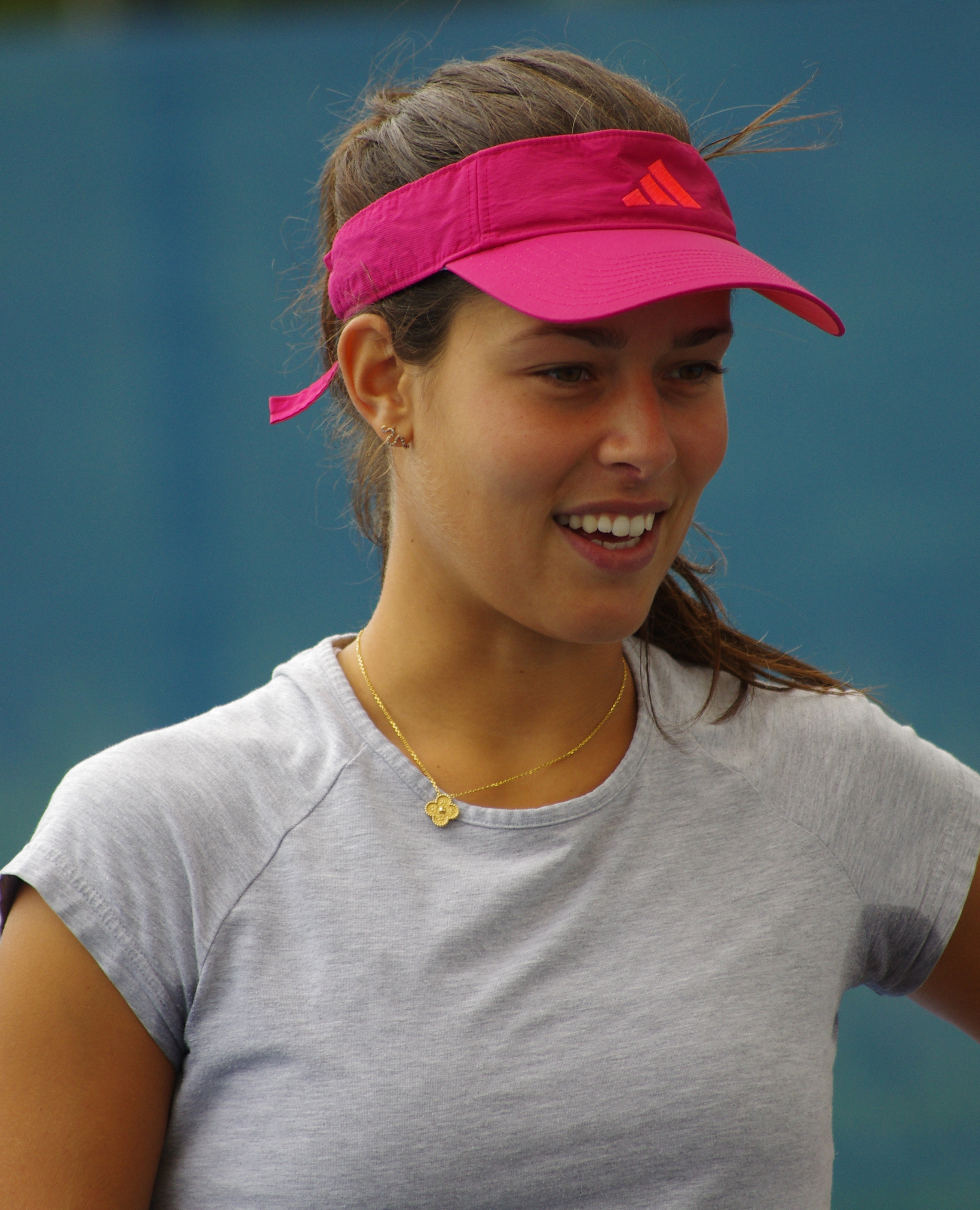
Ana Ivanović (* 1987)

- 1987: Ana Ivanović, serbische Tennisspielerin
- 1988: Alex Spellman, US-amerikanischer Dartspieler
- 1988: Emma Stone, US-amerikanische Schauspielerin
- 1988: Oliver Wohlmuth, österreichischer Fußballspieler
- 1988: Conchita Wurst, österreichischer Sänger
- 1989: Jozy Altidore, US-amerikanischer Fußballspieler
- 1989: Maren Mjelde, norwegische Fußballspielerin
- 1990: Henrik Mustonen, finnischer Squashspieler
- 1990: Valentina Nappi, italienische Pornodarstellerin
- 1990: André Schürrle, deutscher Fußballspieler
- 1990: Kris Wu, kanadischer Schauspieler und Musiker
- 1991: Hasret Kayikçi, deutsche Fußballspielerin
- 1991: Doron Lamb, US-amerikanischer Basketballspieler
- 1991: Mike van Duinen, niederländischer Fußballspieler
- 1992: Sachar Wadimowitsch Arsamaszew, russischer Eishockeyspieler
- 1992: Linus Straßer, deutscher Skirennläufer
- 1992: Céline Denefleh, deutsches Plus-Size-Model
- 1992: Simon Pellaud, Schweizer Radrennfahrer
- 1993: Lilli Fichtner, deutsche Schauspielerin
- 1993: Jak Knight, US-amerikanischer Komiker und Schauspieler
- 1993: Isaac Viñales, spanischer Motorradrennfahrer
- 1994: Juliane Langgemach, deutsche Volleyballspielerin
- 1994: Felix Monsén, schwedischer Skirennläufer
- 1996: Lorenzo Baldassarri, italienischer Motorradrennfahrer
- 1997: Alex Mariah Peter, deutsches Model
- 1998: Marco Tumminello, italienischer Fußballspieler
- 2000: Oliver Rasmussen, dänischer Autorennfahrer

### 21. Jahrhundert
- 2002: Mya-Lecia Naylor, britische Schauspielerin
- 2003: Oskar Keymer, deutscher Schauspieler

## Gestorben

### Vor dem 17. Jahrhundert
- 0822: Agan, Fürstbischof von Eichstätt
- 1003: Johannes XVII., Papst
- 1078: Berthold I. von Zähringen, Herzog von Kärnten und Markgraf von Verona
- 1097: Heonjong, 14. König des koreanischen Goryeo-Reiches
- 1218: Friedrich von Wangen, Fürstbischof von Trient
- 1226: Guillaume de Joinville, Bischof von Langres und Erzbischof von Reims
- 1228: Lambert von Barmstede, Bischof von Ratzeburg
- 1231: Tsuchimikado, japanischer Kaiser
- 1282: Roger de Clifford, englischer Adliger und Militär
- 1282: Luke de Tany, englischer Ritter und Militär
- 1312: Christina von Stommeln, deutsche Mystikerin im späten Mittelalter
- 1328: Johann I. von Straßburg, Kanzler von König Albrecht I., Bischof von Eichstätt und Straßburg
- 1389: Irmengard von Oettingen, Pfalzgräfin bei Rhein
- 1406: Innozenz VII., Papst
- 1416: Ha Ryun, neokonfuzianischer Philosoph und Politiker, Denker der koreanischen Goryeo- und Joseon-Dynastie
- 1428: Guillaume Fillastre, französischer Kardinal
- 1461: John Mowbray, 3. Duke of Norfolk, englischer Adeliger, Earl Marshal
- 1479: James Hamilton, 1. Lord Hamilton, schottischer Adeliger
- 1480: Ichijō Norifusa, japanischer Regent
- 1501: Giovanni della Rovere, Signore von Senigallia in den Marken
- 1515: Peter Numagen, eidgenössischer Kleriker, Gelehrter und Notar
- 1517: Wiguleus Fröschl von Marzoll, Fürstbischof von Passau
- 1538: Nikolaus Hausmann, deutscher evangelischer Prediger und Reformator
- 1545: Peter V. von Rosenberg, böhmischer Adeliger
- 1550: Ulrich, Herzog von Württemberg
- 1551: Tilemann Plathner, deutscher evangelischer Theologe und Reformator
- 1568: Anna von Braunschweig-Lüneburg, Prinzessin von Braunschweig-Lüneburg und Herzogin von Pommern
- 1586: Wilhelm IV. von dem Bergh, Reichsgraf von dem Bergh
- 1591: Martino Longhi der Ältere, italienischer Architekt
- 1597: Katharina Michaela von Spanien, Herzogin von Savoyen
- 1600: Ishida Mitsunari, japanischer Samurai und Heerführer

### 17. und 18. Jahrhundert
- 1611: Peter Wok von Rosenberg, böhmischer Adeliger und Politiker
- 1612: Henry Frederick Stuart, Prince of Wales, ältester Sohn von Jakob I.
- 1620: Richard Carew, englischer Politiker und Schriftsteller
- 1649: Eoghan Rua Ó Néill, irischer Heerführer
- 1650: Wilhelm II., Fürst von Oranien und Statthalter von Holland und Seeland
- 1656: Johann IV., König von Portugal
- 1656: Jean-Baptiste Morin, französischer Mathematiker, Astronom und Astrologe
- 1666: Luisa von Guzmán, Königin von Portugal
- 1678: Giovan Battista Nani, venezianischer Diplomat, Prokurator und Historiker
- 1680: Gillis Valckenier, Regent und Bürgermeister von Amsterdam
- 1681: Johannes Stades, Abt des Klosters Marienfeld
- 1706: James Moore, irischer Politiker, Gouverneur der englischen Province of Carolina
- 1713: Franz Karl von Auersperg, Fürst von Auersperg, Herzog von Münsterberg und kaiserlicher General
- 1715: Emetullah, osmanische Prinzessin und Lieblingsgemahlin Mehmeds IV.
- 1720: Benno Haan, dänisch-deutscher Kunststicker
- 1727: Henriette von Osterhausen, Mätresse des polnischen Königs August des Starken
- 1730: Hans Hermann von Katte, preußischer Offizier und Jugendfreund Friedrichs II.
- 1739: Gregor Waltmann, deutscher Geistlicher und Autor
- 1742: Martin Frantz, baltisch-schlesischer Architekt
- 1750: Jonathan Law, britischer Kolonialbeamter, Gouverneur der Colony of Connecticut
- 1752: Ralph Erskine, schottischer Prediger
- 1755: Franz Ulrich Ries, deutscher evangelischer Theologe und Hochschullehrer
- 1757: François de Broglie, französischer Offizier
- 1758: Heinrich XXXV., Fürst von Schwarzburg-Sondershausen
- 1761: Christiane Charlotte von Nassau-Ottweiler, Gräfin von Nassau-Saarbrücken und Landgräfin von Hessen-Homburg
- 1766: Unico Wilhelm van Wassenaer, niederländischer Adliger, Diplomat und Komponist
- 1769: Carl Friedrich Kaltschmied, deutscher Mediziner
- 1771: John Bevis, englischer Arzt und Amateurastronom
- 1777: Jean Marteilhe, französischer evangelischer Glaubenszeuge und Galeerensklave
- 1792: Johann Friedrich Camerer, deutscher Jurist, Gerichtsoffizier, Volkskundler und Archäologe
- 1793: Louis Philippe II. de Bourbon (Philippe Égalité), Herzog von Orléans
- 1793: Johann Wilhelm Schöler, deutscher Orgelbauer
- 1795: Georg Anton Benda, deutscher Komponist

### 19. Jahrhundert

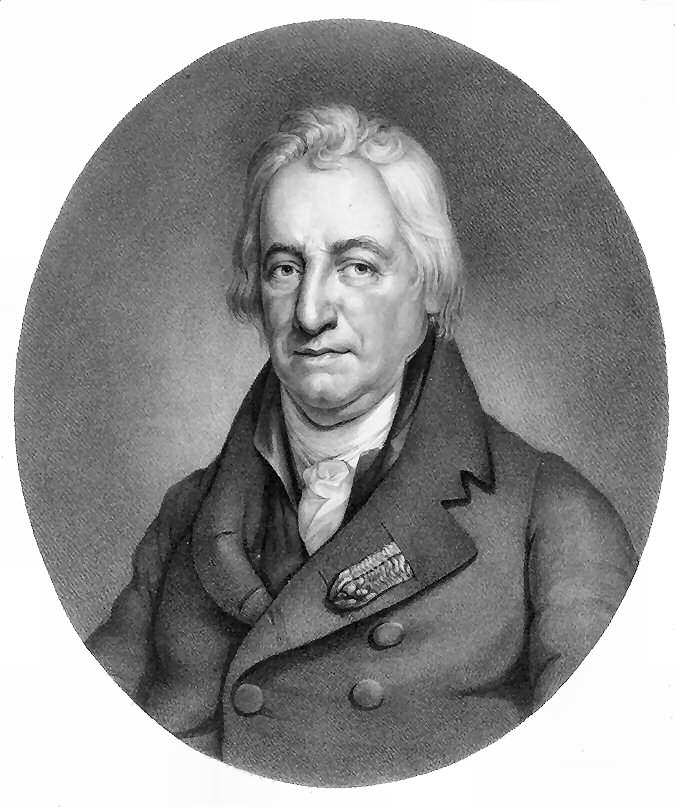
Claude Louis Berthollet († 1822)
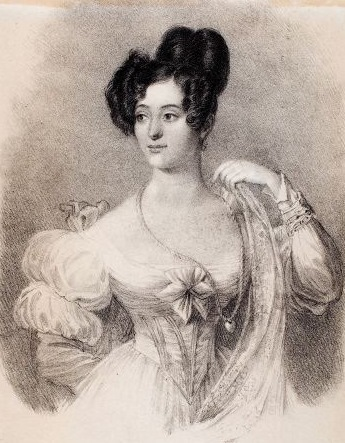
Marietta Brambilla († 1875)
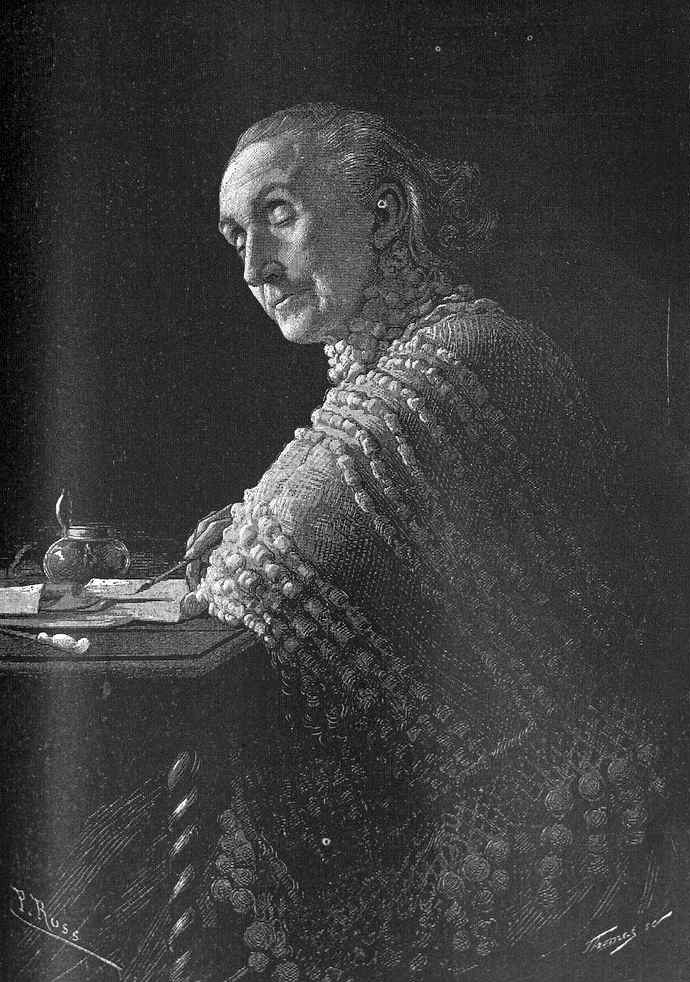
Juana Manuela Gorriti († 1892)
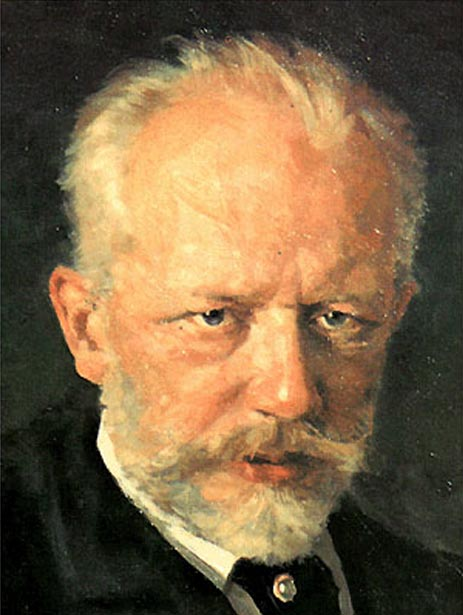
Pjotr Iljitsch Tschaikowski († 1893)

- 1813: Claude Charles Aubry de La Boucharderie, französischer Divisionsgeneral
- 1816: Gouverneur Morris, US-amerikanischer Politiker, Mitverfasser der Unabhängigkeitserklärung der Vereinigten Staaten
- 1819: Jean-Jacques Dony, Lütticher Erfinder und Unternehmer
- 1822: Claude Louis Berthollet, französischer Chemiker
- 1836: Karl X., letzter Herrscher Frankreichs mit dem Titel „König von Frankreich und Navarra“
- 1855: Johann Gottfried Abraham Frenzel, deutscher Maler, Kupferstecher und Kunst-Schriftsteller
- 1870: Johann Kaspar Ammann, Schweizer Jurist und Politiker
- 1872: George Gordon Meade, US-amerikanischer General
- 1875ː Marietta Brambilla, italienische Opernsängerin
- 1876: Giacomo Antonelli, italienischer Kardinal und Staatssekretär
- 1878: William George Clark, englischer Altphilologe und Shakespeare-Forscher
- 1880: Estanislao del Campo, argentinischer Dichter und Journalist
- 1885ː Elizabeth Grant of Rothiemurchus, schottische Tagebuchautorin
- 1885ː Caroline Hahn, deutsche Opernsängerin
- 1892: Juana Manuela Gorriti, argentinische Schriftstellerin und Journalistin
- 1892: Karl Peter Wilhelm Maurenbrecher, deutscher Historiker
- 1893: Pjotr Iljitsch Tschaikowski, russischer Komponist
- 1897: Heinrich Bosshard, Schweizer Unternehmer und Politiker
- 1897: Edouard Deldevez, französischer Komponist, Violinist und Dirigent

### 20. Jahrhundert

#### 1901–1950

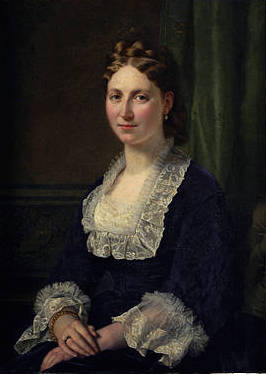
Franziska Speyer († 1909)

- 1901ː Kate Greenaway, englische Aquarellmalerin und Illustratorin von Kinderbüchern
- 1904: Jesse Johnson Finley, US-amerikanischer Politiker, Jurist und Brigadegeneral
- 1905: George Williams, britischer Gründer des Christlichen Vereins Junger Menschen (CVJM)
- 1909: Franziska Speyer, deutsche Stifterin und Mäzenin
- 1910: Giuseppe Cesare Abba, italienischer Schriftsteller und Freiheitskämpfer
- 1911: Josef Viktor Widmann, Schweizer Schriftsteller und Feuilletonist
- 1912: Johan Cesar Godeffroy, deutscher Kaufmann und Hanseat
- 1912: Mykola Lyssenko, ukrainischer Komponist, Pianist und Dirigent
- 1916: Ernst Möller, deutscher Fußballspieler
- 1917: Oskar Kohnstamm, deutscher Neurologe und Psychiater
- 1924ː Marie von Rokitansky, österreichische Kochbuchautorin
- 1925: Khải Định, zwölfter Kaiser der vietnamesischen Nguyễn-Dynastie
- 1930: Adolf Wölfli, Schweizer Künstler und Schriftsteller
- 1931: Leyla Gülefşan Açba-Ançabadze, Prinzessin am osmanischen Hof
- 1932: Ali Rıza Pascha, Großwesir des Osmanischen Reiches
- 1933: Andrei Ljaptschew, bulgarischer Ministerpräsident
- 1936: Sir Littleton Ernest Groom, australischer Politiker
- 1939: Adolf Brütt, deutscher Bildhauer und Steinmetz, Gründer der Weimarer Bildhauerschule
- 1940: Ivar Frithiof Andresen, norwegischer Opernsänger
- 1941: Joachim Gottschalk, deutscher Schauspieler
- 1941: Maurice Leblanc, französischer Schriftsteller
- 1941: Walter Krämer, deutscher Politiker, KZ-Funktionshäftling, Widerstandskämpfer, Gerechter unter den Völkern
- 1941ː Meta Wolff, deutsche Bühnenschauspielerin, Opfer der Shoah
- 1943: Friedrich Pincus, deutscher Augenarzt
- 1944ː Wilma Popper, ungarische Schriftstellerin
- 1945: Eugene Cook Bingham, US-amerikanischer Chemiker und Pionier der modernen Rheologie

Alwin Brandes († 1949)

- 1949: Alwin Brandes, deutscher Politiker, MdR, Gewerkschaftsführer und Widerstandskämpfer gegen den Nationalsozialismus

#### 1951–1975
- 1951: Wilhelm Schmid, deutscher Altphilologe
- 1953: Ferdinand Rebay, österreichischer Komponist, Pianist, Chorleiter und Pädagoge
- 1954: Butler Ames, US-amerikanischer Politiker
- 1955: Jack McGrath, US-amerikanischer Autorennfahrer
- 1955: Cornelis Gerrit Nicolaas de Vooys, niederländischer Niederlandist
- 1957: Béla Blum, ungarischer Ruderer
- 1959: Juan Carlos Dávalos, argentinischer Schriftsteller
- 1960: Josef Hilgers, deutscher General
- 1960: Erich Raeder, deutscher Großadmiral
- 1961: Itō Michio, japanischer Balletttänzer und Choreograph
- 1964: Hans Karl August Simon von Euler-Chelpin, deutsch-schwedischer Chemiker, Nobelpreisträger
- 1964: Hugo Koblet, Schweizer Radrennfahrer
- 1964: Gottfried «Göpf» Kottmann, Schweizer Ruderer und Bobfahrer

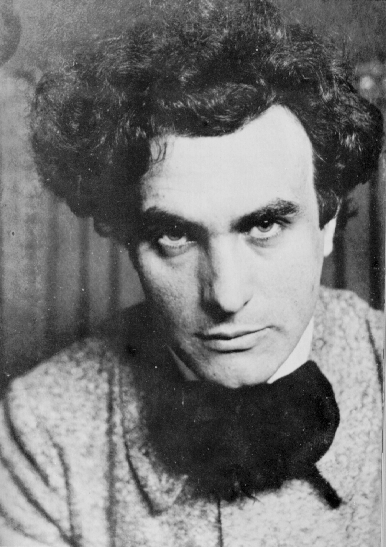
Edgar Varèse († 1965)

- 1965: Edgar Varèse, US-amerikanischer Komponist
- 1970: Agustín Lara, mexikanischer Komponist und Sänger
- 1975: Ernst Hanfstaengl, deutscher Politiker und Politaktivist

#### 1976–2000
- 1976: Václav Čtvrtek, tschechischer Schriftsteller
- 1976: Alexander Solomon Wiener, US-amerikanischer Serologe, Mitentdecker des Rhesusfaktors
- 1978: Heiri Suter, Schweizer Radrennfahrer
- 1980: Erik Asklund, schwedischer Schriftsteller und Drehbuchautor
- 1980: Jean-François Piot, französischer Rallye- und Rundenstreckenrennfahrer
- 1980: Pierre Villon, französischer Architekt, Mitglied der Résistance, Zeitungsgründer und Politiker
- 1985: Paul Weber, deutscher Obstbauer, Politiker, Prähistoriker und Kunstsammler
- 1986: Hugo de Groot, niederländischer Komponist, Dirigent und Musiker
- 1986: Elisabeth Grümmer, deutsche Sängerin
- 1986: André Houpelyne, belgischer Ruderer
- 1986: Gotfrid Köchert, österreichischer Autorennfahrer
- 1986: Josef Poncar, tschechischer Kapellmeister und Blasmusik-Komponist
- 1987: Sohar Argov, israelischer Sänger
- 1987: Jean Rivier, französischer Komponist

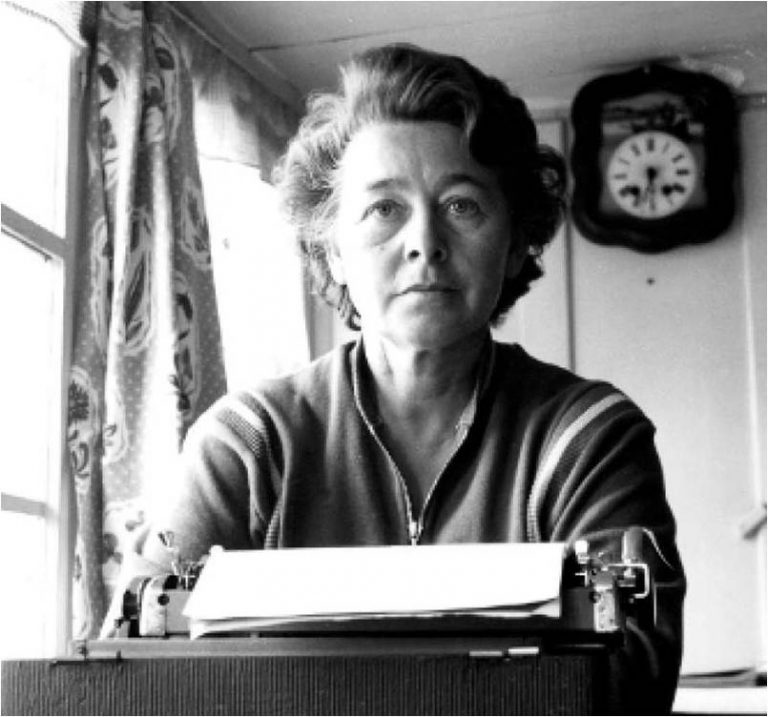
Margarete Buber-Neumann († 1989)

- 1988: Cor de Feijter, niederländischer Schachkomponist
- 1988: Donald Marcus Kelway Marendaz, britischer Kampfflieger, Unternehmer, Automobilrennfahrer und Konstrukteur
- 1989: Margarete Buber-Neumann, deutsche Gulag- und Konzentrationslager-Gefangene, Publizistin und Schriftstellerin
- 1990: Richard Hauser, österreichisch-britischer Sozialwissenschaftler

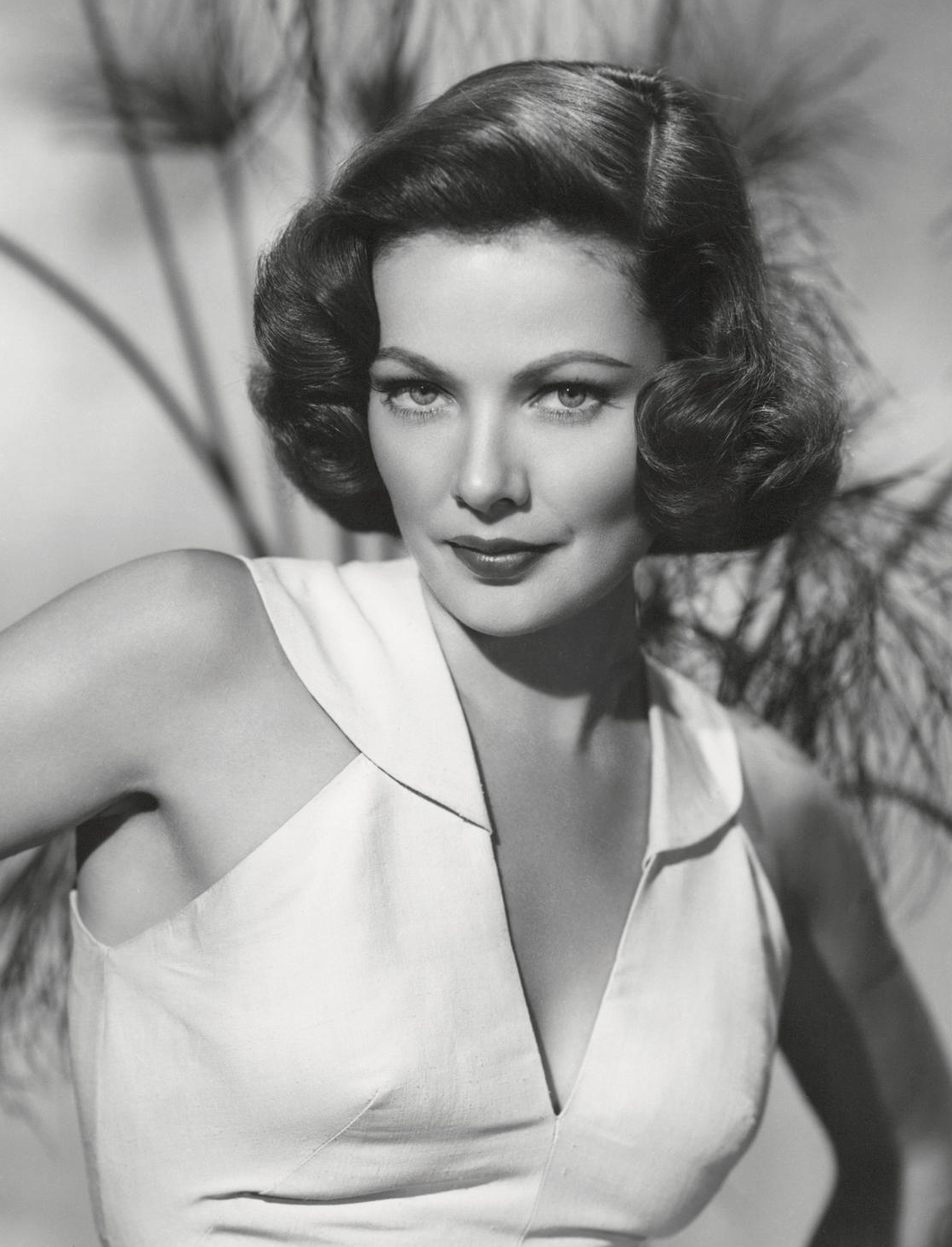
Gene Tierney († 1991)

- 1991: Gene Tierney, US-amerikanische Schauspielerin
- 1992: Jean-Jacques Siegrist, Schweizer Historiker
- 1993: Torsten Fenslau, deutscher DJ und Musikproduzent
- 1994: Skeeter Bonn, US-amerikanischer Country-Musiker
- 1994: Wladimir Pawlowitsch Sagorowski, sowjetischer Historiker und Fernschachweltmeister
- 1995: Bill Cheesbourg, US-amerikanischer Autorennfahrer
- 1996: Mario Savio, US-amerikanischer Bürgerrechtler
- 1996: Toni Schmücker, deutscher Industriemanager
- 1997: Anne-Stine Ingstad, norwegische Archäologin
- 1997: Herbert Jacob, Professor für Betriebswirtschaftslehre an der Uni Hamburg
- 1998: Mohammed Taki Abdoulkarim, Präsident der Komoren
- 1998: Louis Lucien Lepoix, französischer Industrie- und Fahrzeugdesigner
- 1998: Niklas Luhmann, deutscher Soziologe und Rechtswissenschaftler
- 1998: Elias Nijmé, syrischer Erzbischof
- 1998: Johfra Bosschart, niederländischer Künstler
- 1999: Alfred Mitterhofer, österreichischer Organist
- 2000: Herbert Brün, deutsch-amerikanischer Musiktheoretiker und Komponist

### 21. Jahrhundert

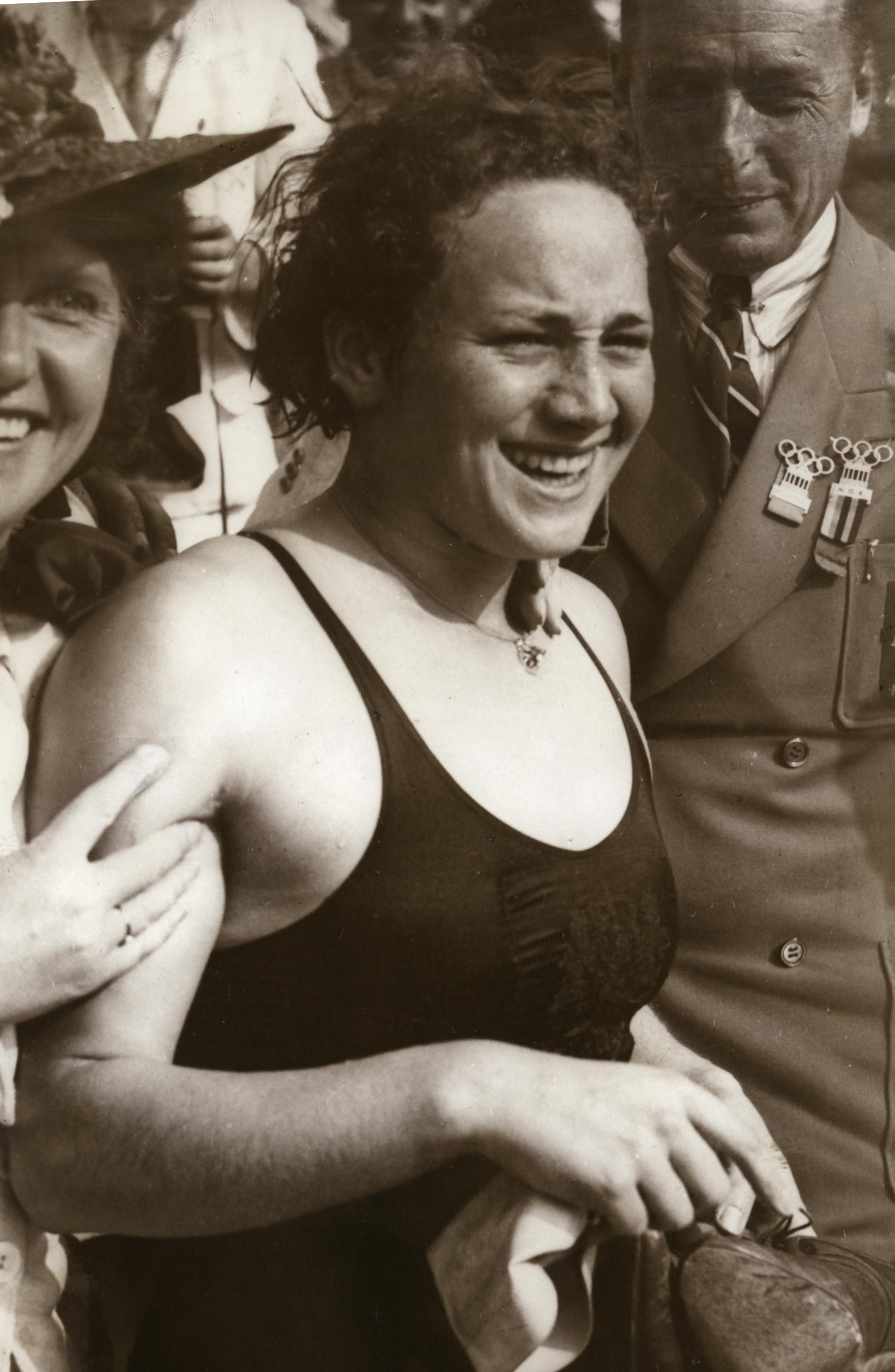
Hendrika Mastenbroek († 2003)

- 2001: Erik Amburger, deutscher Osteuropahistoriker
- 2001: Alfred Rieche, deutscher Chemiker
- 2002: Michel Majerus, luxemburgischer Künstler
- 2003: Hallvard Johnsen, norwegischer Komponist
- 2003: Pit Krüger, deutscher Schauspieler
- 2003: Hendrika Mastenbroek, niederländische Schwimmerin
- 2004: Serge Adda, französischer Fernsehpräsident
- 2005: Dick Hutcherson, US-amerikanischer Autorennfahrer
- 2004: Augusto Aristizábal Ospina, kolumbianischer Bischof
- 2006: Boschidar Abraschew, bulgarischer Komponist, Musiktheoretiker und Politiker
- 2006: Francisco Fernández Ochoa, spanischer Skirennläufer und Olympiasieger
- 2007: Enzo Biagi, italienischer Journalist, Autor und Fernsehmoderator
- 2008: Heiko Engelkes, deutscher Journalist
- 2009: Günter Naumann, deutscher Schauspieler
- 2009: Marianne Wischmann, deutsche Schauspielerin
- 2010: Ezard Haußmann, deutscher Schauspieler
- 2010: Michael Seifert, ukrainischer NS-Kriegsverbrecher
- 2011: Helmut Polensky, deutscher Autorennfahrer und Unternehmer
- 2012: Clive Dunn, britischer Schauspieler
- 2012: Rudolf Küster, deutscher Gewichtheber und Kraftsportler
- 2013: Guillermina Bravo, mexikanische Tänzerin und Choreographin

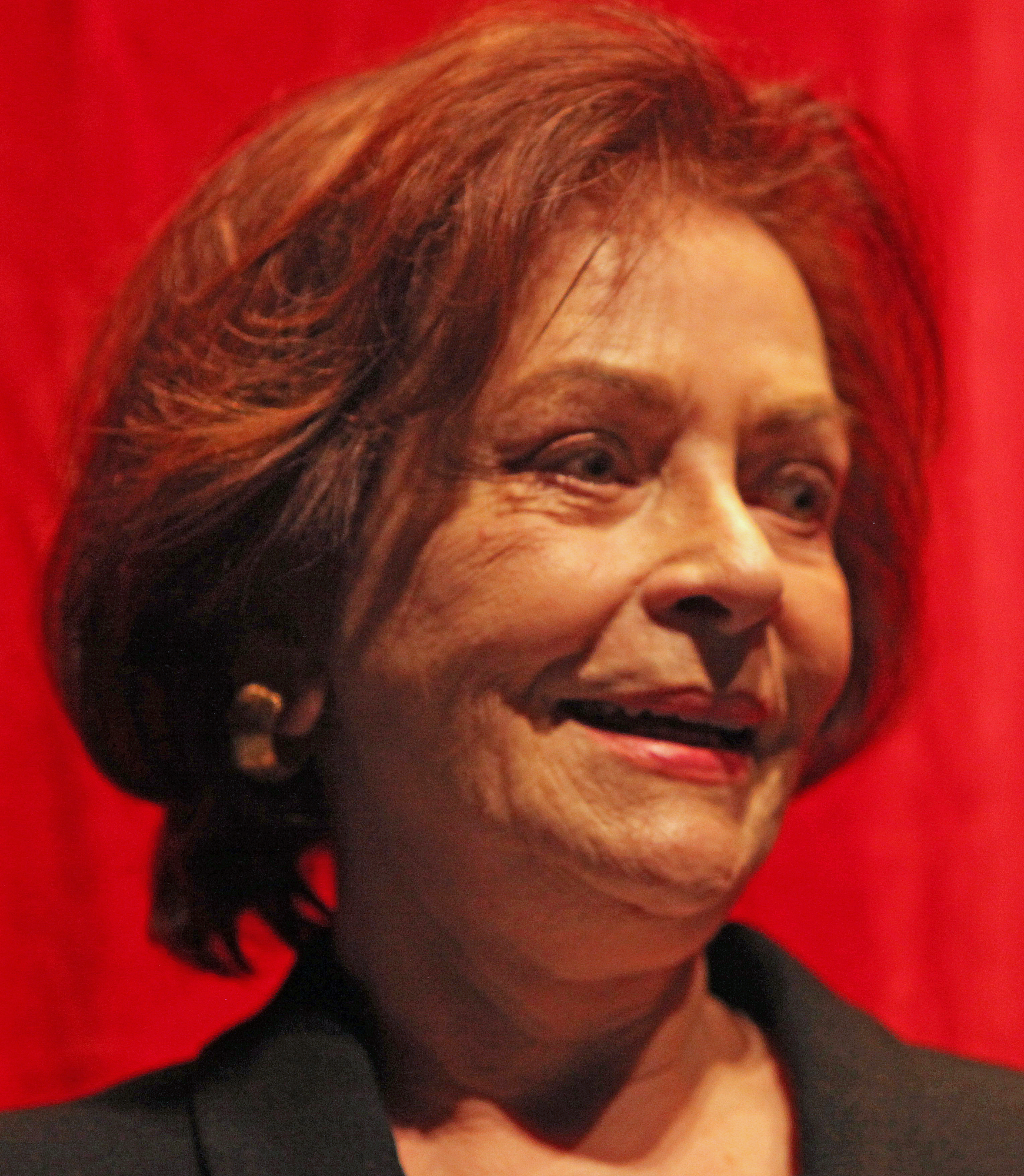
Karin Dor († 2017)

- 2014: Giampiero Biscaldi, italienischer Autorennfahrer
- 2015: Max Asam, deutscher General
- 2015: Jitzchak Nawon, israelischer Politiker und Staatspräsident
- 2016: Zoltán Kocsis, ungarischer Pianist, Dirigent und Komponist
- 2017: Karin Dor, deutsche Schauspielerin
- 2017: Richard Gordon, US-amerikanischer Astronaut
- 2017: Feliciano Rivilla, spanischer Fußballspieler
- 2019: Jan Stráský, tschechischer Politiker
- 2020: Octavian Nemescu, rumänischer Komponist
- 2020: Pino Solanas, argentinischer Filmschaffender
- 2020: King Von, US-amerikanischer Rapper
- 2021: Luíz Antônio dos Santos, brasilianischer Marathonläufer
- 2021: Walter Niklaus, deutscher Schauspieler, Hörspiel- und Synchronsprecher
- 2022: Robert Merkulow, sowjetischer Eisschnellläufer
- 2022: Sig Ohlemann, kanadischer Mittelstreckenläufer und Sprinter
- 2022: Edward C. Prescott, US-amerikanischer Ökonom und Nobelpreisträger
- 2022ː Ingeborg Schild, deutsche Bauhistorikerin und Hochschullehrerin
- 2023ː Janet Landgard, US-amerikanische Schauspielerin
- 2023ː Eva Mezger-Haefeli, Schweizer Programmsprecherin, Schauspielerin und Fernsehmoderatorin
- 2024ː Anna Lo, nordirische Politikerin
- 2024ː Madeleine Riffaud, französische Dichterin, Journalistin, Kriegsberichterstatterin, Mitglied der Résistance

## Feier- und Gedenktage
- Kirchliche Gedenktage
  - Gustav II. Adolf (Schweden), König (evangelisch)
  - Heinrich Schütz, deutscher Kirchenmusiker und Komponist (evangelisch)
  - Hl. Leonhard von Limoges, fränkischer Adeliger und Schutzpatron (katholisch)
- Namenstage
  - Leonhard

Weitere Einträge enthält die Liste von Gedenk- und Aktionstagen.